# فهرست سیارک‌ها (۱۵۰۰۱–۱۶۰۰۱)
فهرست سیارک‌ها (۱۵۰۰۱ - ۱۶۰۰۱) فهرست سیارک‌ها از ۱۵۰۰۱ تا ۱۶۰۰۱ است.
| نام   | نام انگلیسی      | تاریخ کشف       |
| ----- | ---------------- | --------------- |
| ۱۵۰۰۱ | 1997 WD30        | ۲۱ نوامبر ۱۹۹۷  |
| ۱۵۰۰۲ | 1997 WN38        | ۲۹ نوامبر ۱۹۹۷  |
| ۱۵۰۰۳ | Midori           | ۵ دسامبر ۱۹۹۷   |
| ۱۵۰۰۴ | Vallerani        | ۷ دسامبر ۱۹۹۷   |
| ۱۵۰۰۵ | Guerriero        | ۷ دسامبر ۱۹۹۷   |
| ۱۵۰۰۶ | 1998 DZ32        | ۲۷ فوریه ۱۹۹۸   |
| ۱۵۰۰۷ | Edoardopozio     | ۵ ژوئیه ۱۹۹۸    |
| ۱۵۰۰۸ | Delahodde        | ۲۴ اوت ۱۹۹۸     |
| ۱۵۰۰۹ | 1998 QF27        | ۲۴ اوت ۱۹۹۸     |
| ۱۵۰۱۰ | 1998 QL92        | ۲۸ اوت ۱۹۹۸     |
| ۱۵۰۱۱ | 1998 QM92        | ۲۸ اوت ۱۹۹۸     |
| ۱۵۰۱۲ | 1998 QS92        | ۲۸ اوت ۱۹۹۸     |
| ۱۵۰۱۳ | 1998 QH93        | ۲۸ اوت ۱۹۹۸     |
| ۱۵۰۱۴ | Annagekker       | ۱۴ سپتامبر ۱۹۹۸ |
| ۱۵۰۱۵ | 1998 RG75        | ۱۴ سپتامبر ۱۹۹۸ |
| ۱۵۰۱۶ | 1998 SO1         | ۱۶ سپتامبر ۱۹۹۸ |
| ۱۵۰۱۷ | Cuppy            | ۲۲ سپتامبر ۱۹۹۸ |
| ۱۵۰۱۸ | 1998 SM34        | ۲۶ سپتامبر ۱۹۹۸ |
| ۱۵۰۱۹ | Gingold          | ۲۹ سپتامبر ۱۹۹۸ |
| ۱۵۰۲۰ | Brandonimber     | ۲۶ سپتامبر ۱۹۹۸ |
| ۱۵۰۲۱ | Alexkardon       | ۲۶ سپتامبر ۱۹۹۸ |
| ۱۵۰۲۲ | 1998 SM144       | ۲۰ سپتامبر ۱۹۹۸ |
| ۱۵۰۲۳ | Ketover          | ۲۶ سپتامبر ۱۹۹۸ |
| ۱۵۰۲۳ | 1998 TB          | ۲ اکتبر ۱۹۹۸    |
| ۱۵۰۲۵ | Uwontario        | ۱۵ اکتبر ۱۹۹۸   |
| ۱۵۰۲۶ | Davidscott       | ۱۴ اکتبر ۱۹۹۸   |
| ۱۵۰۲۷ | 1998 UF8         | ۲۳ اکتبر ۱۹۹۸   |
| ۱۵۰۲۸ | 1998 UL23        | ۲۶ اکتبر ۱۹۹۸   |
| ۱۵۰۲۹ | 1998 VC5         | ۱۱ نوامبر ۱۹۹۸  |
| ۱۵۰۳۰ | Matthewkroll     | ۱۰ نوامبر ۱۹۹۸  |
| ۱۵۰۳۱ | Lemus            | ۱۰ نوامبر ۱۹۹۸  |
| ۱۵۰۳۲ | Alexlevin        | ۱۰ نوامبر ۱۹۹۸  |
| ۱۵۰۳۳ | 1998 VY29        | ۱۰ نوامبر ۱۹۹۸  |
| ۱۵۰۳۴ | Decines          | ۱۶ نوامبر ۱۹۹۸  |
| ۱۵۰۳۵ | 1998 WS3         | ۱۸ نوامبر ۱۹۹۸  |
| ۱۵۰۳۶ | Giovannianselmi  | ۱۸ نوامبر ۱۹۹۸  |
| ۱۵۰۳۷ | Chassagne        | ۲۲ نوامبر ۱۹۹۸  |
| ۱۵۰۳۸ | 1998 WQ6         | ۲۳ نوامبر ۱۹۹۸  |
| ۱۵۰۳۹ | 1998 WN16        | ۲۱ نوامبر ۱۹۹۸  |
| ۱۵۰۳۹ | 1998 XC          | ۱ دسامبر ۱۹۹۸   |
| ۱۵۰۴۱ | Paperetti        | ۸ دسامبر ۱۹۹۸   |
| ۱۵۰۴۲ | Anndavgui        | ۱۴ دسامبر ۱۹۹۸  |
| ۱۵۰۴۳ | 1998 XW9         | ۱۱ دسامبر ۱۹۹۸  |
| ۱۵۰۴۴ | 1998 XY16        | ۱۵ دسامبر ۱۹۹۸  |
| ۱۵۰۴۵ | Walesdymond      | ۱۰ دسامبر ۱۹۹۸  |
| ۱۵۰۴۶ | 1998 XY41        | ۱۴ دسامبر ۱۹۹۸  |
| ۱۵۰۴۷ | 1998 XG49        | ۱۴ دسامبر ۱۹۹۸  |
| ۱۵۰۴۸ | 1998 XQ63        | ۱۴ دسامبر ۱۹۹۸  |
| ۱۵۰۴۹ | 1998 XA90        | ۱۵ دسامبر ۱۹۹۸  |
| ۱۵۰۵۰ | 1998 XC96        | ۱۲ دسامبر ۱۹۹۸  |
| ۱۵۰۵۱ | 1998 YK1         | ۱۷ دسامبر ۱۹۹۸  |
| ۱۵۰۵۲ | Emileschweitzer  | ۱۷ دسامبر ۱۹۹۸  |
| ۱۵۰۵۳ | Bochnicek        | ۱۷ دسامبر ۱۹۹۸  |
| ۱۵۰۵۴ | 1998 YS5         | ۲۱ دسامبر ۱۹۹۸  |
| ۱۵۰۵۵ | 1998 YS9         | ۲۵ دسامبر ۱۹۹۸  |
| ۱۵۰۵۶ | Barbaradixon     | ۲۸ دسامبر ۱۹۹۸  |
| ۱۵۰۵۷ | Whitson          | ۲۲ دسامبر ۱۹۹۸  |
| ۱۵۰۵۸ | Billcooke        | ۲۲ دسامبر ۱۹۹۸  |
| ۱۵۰۵۹ | 1998 YL27        | ۲۵ دسامبر ۱۹۹۸  |
| ۱۵۰۵۹ | 1999 AD          | ۵ ژانویه ۱۹۹۹   |
| ۱۵۰۵۹ | 1999 AL          | ۶ ژانویه ۱۹۹۹   |
| ۱۵۰۶۲ | 1999 AL2         | ۹ ژانویه ۱۹۹۹   |
| ۱۵۰۶۳ | 1999 AQ3         | ۱۰ ژانویه ۱۹۹۹  |
| ۱۵۰۶۴ | 1999 AC4         | ۱۰ ژانویه ۱۹۹۹  |
| ۱۵۰۶۵ | 1999 AJ4         | ۹ ژانویه ۱۹۹۹   |
| ۱۵۰۶۶ | 1999 AX7         | ۱۳ ژانویه ۱۹۹۹  |
| ۱۵۰۶۷ | 1999 AM9         | ۱۰ ژانویه ۱۹۹۹  |
| ۱۵۰۶۸ | Wiegert          | ۱۳ ژانویه ۱۹۹۹  |
| ۱۵۰۶۹ | 1999 AU21        | ۱۵ ژانویه ۱۹۹۹  |
| ۱۵۰۷۰ | 1999 BK8         | ۲۰ ژانویه ۱۹۹۹  |
| ۱۵۰۷۱ | Hallerstein      | ۲۴ ژانویه ۱۹۹۹  |
| ۱۵۰۷۲ | Landolt          | ۲۵ ژانویه ۱۹۹۹  |
| ۱۵۰۷۳ | 1999 BK13        | ۲۵ ژانویه ۱۹۹۹  |
| ۱۵۰۷۴ | 1999 BN14        | ۲۵ ژانویه ۱۹۹۹  |
| ۱۵۰۷۵ | 1999 BF15        | ۲۴ ژانویه ۱۹۹۹  |
| ۱۵۰۷۶ | Joellewis        | ۱۸ ژانویه ۱۹۹۹  |
| ۱۵۰۷۷ | Edyalge          | ۲ فوریه ۱۹۹۹    |
| ۱۵۰۷۷ | 1999 CW          | ۵ فوریه ۱۹۹۹    |
| ۱۵۰۷۹ | 1999 CO16        | ۱۵ فوریه ۱۹۹۹   |
| ۱۵۰۸۰ | 1999 CR20        | ۱۰ فوریه ۱۹۹۹   |
| ۱۵۰۸۱ | 1999 CU25        | ۱۰ فوریه ۱۹۹۹   |
| ۱۵۰۸۲ | 1999 CT30        | ۱۰ فوریه ۱۹۹۹   |
| ۱۵۰۸۳ | Tianhuili        | ۱۰ فوریه ۱۹۹۹   |
| ۱۵۰۸۴ | 1999 CH38        | ۱۰ فوریه ۱۹۹۹   |
| ۱۵۰۸۵ | 1999 CB43        | ۱۰ فوریه ۱۹۹۹   |
| ۱۵۰۸۶ | 1999 CH60        | ۱۲ فوریه ۱۹۹۹   |
| ۱۵۰۸۷ | 1999 CZ61        | ۱۲ فوریه ۱۹۹۹   |
| ۱۵۰۸۸ | Licitra          | ۱۰ فوریه ۱۹۹۹   |
| ۱۵۰۸۹ | 1999 CQ82        | ۱۰ فوریه ۱۹۹۹   |
| ۱۵۰۹۰ | 1999 CA97        | ۱۰ فوریه ۱۹۹۹   |
| ۱۵۰۹۱ | Howell           | ۹ فوریه ۱۹۹۹    |
| ۱۵۰۹۲ | Beegees          | ۱۵ مارس ۱۹۹۹    |
| ۱۵۰۹۳ | Lestermackey     | ۴ اکتبر ۱۹۹۹    |
| ۱۵۰۹۴ | 1999 WB2         | ۱۷ نوامبر ۱۹۹۹  |
| ۱۵۰۹۵ | 1999 WO3         | ۲۸ نوامبر ۱۹۹۹  |
| ۱۵۰۹۶ | 1999 XH12        | ۵ دسامبر ۱۹۹۹   |
| ۱۵۰۹۷ | 1999 XP38        | ۸ دسامبر ۱۹۹۹   |
| ۱۵۰۹۸ | 2000 AY2         | ۱ ژانویه ۲۰۰۰   |
| ۱۵۰۹۹ | Janestrohm       | ۵ ژانویه ۲۰۰۰   |
| ۱۵۱۰۰ | 2000 AP144       | ۵ ژانویه ۲۰۰۰   |
| ۱۵۱۰۱ | 2000 AY150       | ۸ ژانویه ۲۰۰۰   |
| ۱۵۱۰۲ | 2000 AA202       | ۹ ژانویه ۲۰۰۰   |
| ۱۵۱۰۳ | 2000 AN204       | ۸ ژانویه ۲۰۰۰   |
| ۱۵۱۰۴ | 2000 BV3         | ۲۷ ژانویه ۲۰۰۰  |
| ۱۵۱۰۵ | 2000 BJ4         | ۲۱ ژانویه ۲۰۰۰  |
| ۱۵۱۰۶ | Swanson          | ۲ فوریه ۲۰۰۰    |
| ۱۵۱۰۷ | Toepperwein      | ۲ فوریه ۲۰۰۰    |
| ۱۵۱۰۸ | 2000 CT61        | ۲ فوریه ۲۰۰۰    |
| ۱۵۱۰۹ | Wilber           | ۲ فوریه ۲۰۰۰    |
| ۱۵۱۱۰ | 2000 CE62        | ۲ فوریه ۲۰۰۰    |
| ۱۵۱۱۱ | Winters          | ۶ فوریه ۲۰۰۰    |
| ۱۵۱۱۲ | Arlenewolfe      | ۸ فوریه ۲۰۰۰    |
| ۱۵۱۱۳ | 2000 CO96        | ۵ فوریه ۲۰۰۰    |
| ۱۵۱۱۴ | 2000 CY101       | ۱۲ فوریه ۲۰۰۰   |
| ۱۵۱۱۵ | Yvonneroe        | ۲۹ فوریه ۲۰۰۰   |
| ۱۵۱۱۶ | 2000 DZ12        | ۲۷ فوریه ۲۰۰۰   |
| ۱۵۱۱۷ | 2000 DA79        | ۲۹ فوریه ۲۰۰۰   |
| ۱۵۱۱۸ | Elizabethsears   | ۲۸ فوریه ۲۰۰۰   |
| ۱۵۱۱۹ | 2000 DU97        | ۲۹ فوریه ۲۰۰۰   |
| ۱۵۱۲۰ | Mariafelix       | ۴ مارس ۲۰۰۰     |
| ۱۵۱۲۱ | 2000 EN14        | ۵ مارس ۲۰۰۰     |
| ۱۵۱۲۲ | 2000 EE17        | ۳ مارس ۲۰۰۰     |
| ۱۵۱۲۳ | 2000 EP36        | ۸ مارس ۲۰۰۰     |
| ۱۵۱۲۴ | 2000 EZ39        | ۸ مارس ۲۰۰۰     |
| ۱۵۱۲۵ | 2000 EZ41        | ۸ مارس ۲۰۰۰     |
| ۱۵۱۲۶ | Brittanyanderson | ۸ مارس ۲۰۰۰     |
| ۱۵۱۲۷ | 2000 EN45        | ۹ مارس ۲۰۰۰     |
| ۱۵۱۲۸ | Patrickjones     | ۹ مارس ۲۰۰۰     |
| ۱۵۱۲۹ | Sparks           | ۹ مارس ۲۰۰۰     |
| ۱۵۱۳۰ | 2000 EU49        | ۹ مارس ۲۰۰۰     |
| ۱۵۱۳۱ | 2000 ET54        | ۱۰ مارس ۲۰۰۰    |
| ۱۵۱۳۲ | Steigmeyer       | ۱۰ مارس ۲۰۰۰    |
| ۱۵۱۳۳ | Sullivan         | ۹ مارس ۲۰۰۰     |
| ۱۵۱۳۴ | 2000 ED92        | ۹ مارس ۲۰۰۰     |
| ۱۵۱۳۵ | 2000 EG92        | ۹ مارس ۲۰۰۰     |
| ۱۵۱۳۶ | 2000 EE93        | ۹ مارس ۲۰۰۰     |
| ۱۵۱۳۷ | 2000 EL93        | ۹ مارس ۲۰۰۰     |
| ۱۵۱۳۸ | 2000 EQ93        | ۹ مارس ۲۰۰۰     |
| ۱۵۱۳۹ | Connormcarty     | ۹ مارس ۲۰۰۰     |
| ۱۵۱۴۰ | 2000 EB97        | ۱۰ مارس ۲۰۰۰    |
| ۱۵۱۴۱ | 2000 EP106       | ۱۱ مارس ۲۰۰۰    |
| ۱۵۱۴۲ | 2000 EF108       | ۸ مارس ۲۰۰۰     |
| ۱۵۱۴۳ | 2000 EX108       | ۸ مارس ۲۰۰۰     |
| ۱۵۱۴۴ | Araas            | ۹ مارس ۲۰۰۰     |
| ۱۵۱۴۵ | Ritageorge       | ۱۰ مارس ۲۰۰۰    |
| ۱۵۱۴۶ | Halpov           | ۱۱ مارس ۲۰۰۰    |
| ۱۵۱۴۷ | Siegfried        | ۱۱ مارس ۲۰۰۰    |
| ۱۵۱۴۸ | 2000 EM141       | ۲ مارس ۲۰۰۰     |
| ۱۵۱۴۹ | 2000 EZ141       | ۲ مارس ۲۰۰۰     |
| ۱۵۱۵۰ | 2000 EO148       | ۴ مارس ۲۰۰۰     |
| ۱۵۱۵۱ | 2000 EU148       | ۴ مارس ۲۰۰۰     |
| ۱۵۱۵۲ | 2000 FJ5         | ۲۹ مارس ۲۰۰۰    |
| ۱۵۱۵۳ | 2000 FD17        | ۲۸ مارس ۲۰۰۰    |
| ۱۵۱۵۴ | 2000 FW30        | ۲۷ مارس ۲۰۰۰    |
| ۱۵۱۵۵ | Ahn              | ۲۹ مارس ۲۰۰۰    |
| ۱۵۱۵۶ | 2000 FK38        | ۲۹ مارس ۲۰۰۰    |
| ۱۵۱۵۷ | 2000 FV39        | ۲۹ مارس ۲۰۰۰    |
| ۱۵۱۵۸ | 2000 FH40        | ۲۹ مارس ۲۰۰۰    |
| ۱۵۱۵۹ | 2000 FN41        | ۲۹ مارس ۲۰۰۰    |
| ۱۵۱۶۰ | Wygoda           | ۲۹ مارس ۲۰۰۰    |
| ۱۵۱۶۱ | 2000 FQ48        | ۳۰ مارس ۲۰۰۰    |
| ۱۵۱۶۲ | 2000 GN2         | ۵ آوریل ۲۰۰۰    |
| ۱۵۱۶۳ | 2000 GB4         | ۲ آوریل ۲۰۰۰    |
| ۱۵۱۶۴ | 2000 GA89        | ۴ آوریل ۲۰۰۰    |
| ۱۵۱۶۵ | 2000 GR89        | ۴ آوریل ۲۰۰۰    |
| ۱۵۱۶۶ | 2000 GX90        | ۴ آوریل ۲۰۰۰    |
| ۱۵۱۶۷ | 2000 GS135       | ۸ آوریل ۲۰۰۰    |
| ۱۵۱۶۷ | 2022 P-L         | ۲۴ سپتامبر ۱۹۶۰ |
| ۱۵۱۶۷ | 2629 P-L         | ۲۴ سپتامبر ۱۹۶۰ |
| ۱۵۱۶۷ | 2648 P-L         | ۲۴ سپتامبر ۱۹۶۰ |
| ۱۵۱۶۷ | 2772 P-L         | ۲۴ سپتامبر ۱۹۶۰ |
| ۱۵۱۶۷ | 3086 P-L         | ۲۴ سپتامبر ۱۹۶۰ |
| ۱۵۱۶۷ | 3520 P-L         | ۱۷ اکتبر ۱۹۶۰   |
| ۱۵۱۶۷ | 4649 P-L         | ۲۴ سپتامبر ۱۹۶۰ |
| ۱۵۱۶۷ | 6113 P-L         | ۲۴ سپتامبر ۱۹۶۰ |
| ۱۵۱۶۷ | 6299 P-L         | ۲۴ سپتامبر ۱۹۶۰ |
| ۱۵۱۶۷ | 6599 P-L         | ۲۴ سپتامبر ۱۹۶۰ |
| ۱۵۱۶۷ | 7075 P-L         | ۱۷ اکتبر ۱۹۶۰   |
| ۱۵۱۶۷ | 9062 P-L         | ۱۷ اکتبر ۱۹۶۰   |
| ۱۵۱۶۷ | 9094 P-L         | ۱۷ اکتبر ۱۹۶۰   |
| ۱۵۱۶۷ | 9525 P-L         | ۱۷ اکتبر ۱۹۶۰   |
| ۱۵۱۶۷ | 9538 P-L         | ۱۷ اکتبر ۱۹۶۰   |
| ۱۵۱۸۳ | 3074 T-1         | ۲۶ مارس ۱۹۷۱    |
| ۱۵۱۸۴ | 3232 T-1         | ۲۶ مارس ۱۹۷۱    |
| ۱۵۱۸۵ | 4104 T-1         | ۲۶ مارس ۱۹۷۱    |
| ۱۵۱۸۶ | 2058 T-2         | ۲۹ سپتامبر ۱۹۷۳ |
| ۱۵۱۸۷ | 2112 T-2         | ۲۹ سپتامبر ۱۹۷۳ |
| ۱۵۱۸۸ | 3044 T-2         | ۳۰ سپتامبر ۱۹۷۳ |
| ۱۵۱۸۹ | 3071 T-2         | ۳۰ سپتامبر ۱۹۷۳ |
| ۱۵۱۹۰ | 3353 T-2         | ۲۵ سپتامبر ۱۹۷۳ |
| ۱۵۱۹۱ | 4234 T-2         | ۲۹ سپتامبر ۱۹۷۳ |
| ۱۵۱۹۲ | 5049 T-2         | ۲۵ سپتامبر ۱۹۷۳ |
| ۱۵۱۹۳ | 5148 T-2         | ۲۵ سپتامبر ۱۹۷۳ |
| ۱۵۱۹۴ | 2272 T-3         | ۱۶ اکتبر ۱۹۷۷   |
| ۱۵۱۹۵ | 2407 T-3         | ۱۶ اکتبر ۱۹۷۷   |
| ۱۵۱۹۶ | 3178 T-3         | ۱۶ اکتبر ۱۹۷۷   |
| ۱۵۱۹۷ | 4203 T-3         | ۱۶ اکتبر ۱۹۷۷   |
| ۱۵۱۹۷ | 1940 GJ          | ۵ آوریل ۱۹۴۰    |
| ۱۵۱۹۹ | Rodnyanskaya     | ۱۹ سپتامبر ۱۹۷۴ |
| ۱۵۱۹۹ | 1975 SU          | ۳۰ سپتامبر ۱۹۷۵ |
| ۱۵۱۹۹ | 1976 UY          | ۳۱ اکتبر ۱۹۷۶   |
| ۱۵۲۰۲ | Yamada-Houkoku   | ۱۲ مارس ۱۹۷۷    |
| ۱۵۲۰۳ | Grishanin        | ۲۶ سپتامبر ۱۹۷۸ |
| ۱۵۲۰۳ | 1978 UG          | ۲۸ اکتبر ۱۹۷۸   |
| ۱۵۲۰۵ | 1978 VC4         | ۷ نوامبر ۱۹۷۸   |
| ۱۵۲۰۶ | 1978 VJ6         | ۶ نوامبر ۱۹۷۸   |
| ۱۵۲۰۶ | 1979 KD          | ۱۹ مه ۱۹۷۹      |
| ۱۵۲۰۸ | 1979 MW1         | ۲۵ ژوئن ۱۹۷۹    |
| ۱۵۲۰۹ | 1979 ML2         | ۲۵ ژوئن ۱۹۷۹    |
| ۱۵۲۱۰ | 1979 MU2         | ۲۵ ژوئن ۱۹۷۹    |
| ۱۵۲۱۱ | 1979 MW3         | ۲۵ ژوئن ۱۹۷۹    |
| ۱۵۲۱۲ | Yaroslavlʹ       | ۱۷ نوامبر ۱۹۷۹  |
| ۱۵۲۱۳ | 1980 UO1         | ۳۱ اکتبر ۱۹۸۰   |
| ۱۵۲۱۳ | 1981 DY          | ۲۸ فوریه ۱۹۸۱   |
| ۱۵۲۱۵ | 1981 EH13        | ۱ مارس ۱۹۸۱     |
| ۱۵۲۱۶ | 1981 EX14        | ۱ مارس ۱۹۸۱     |
| ۱۵۲۱۷ | 1981 ET19        | ۲ مارس ۱۹۸۱     |
| ۱۵۲۱۸ | 1981 EO41        | ۲ مارس ۱۹۸۱     |
| ۱۵۲۱۹ | 1981 EY42        | ۲ مارس ۱۹۸۱     |
| ۱۵۲۲۰ | Sumerkin         | ۲۸ سپتامبر ۱۹۸۱ |
| ۱۵۲۲۱ | 1981 UA23        | ۲۴ اکتبر ۱۹۸۱   |
| ۱۵۲۲۲ | 1982 FL1         | ۲۴ مارس ۱۹۸۲    |
| ۱۵۲۲۳ | 1984 SN4         | ۲۱ سپتامبر ۱۹۸۴ |
| ۱۵۲۲۳ | 1985 JG          | ۱۵ مه ۱۹۸۵      |
| ۱۵۲۲۵ | 1985 RJ4         | ۱۱ سپتامبر ۱۹۸۵ |
| ۱۵۲۲۵ | 1986 UP          | ۲۸ اکتبر ۱۹۸۶   |
| ۱۵۲۲۵ | 1986 VA          | ۴ نوامبر ۱۹۸۶   |
| ۱۵۲۲۸ | Ronmiller        | ۲۳ فوریه ۱۹۸۷   |
| ۱۵۲۲۹ | 1987 QZ6         | ۲۲ اوت ۱۹۸۷     |
| ۱۵۲۳۰ | Alona            | ۱۳ سپتامبر ۱۹۸۷ |
| ۱۵۲۳۱ | Ehdita           | ۴ سپتامبر ۱۹۸۷  |
| ۱۵۲۳۲ | 1987 SD13        | ۲۴ سپتامبر ۱۹۸۷ |
| ۱۵۲۳۳ | 1987 WU4         | ۲۶ نوامبر ۱۹۸۷  |
| ۱۵۲۳۴ | 1988 BJ5         | ۲۸ ژانویه ۱۹۸۸  |
| ۱۵۲۳۵ | 1988 DA5         | ۲۵ فوریه ۱۹۸۸   |
| ۱۵۲۳۶ | 1988 RJ4         | ۱ سپتامبر ۱۹۸۸  |
| ۱۵۲۳۷ | 1988 RL6         | ۶ سپتامبر ۱۹۸۸  |
| ۱۵۲۳۷ | 1989 CQ          | ۲ فوریه ۱۹۸۹    |
| ۱۵۲۳۹ | Stenhammar       | ۴ فوریه ۱۹۸۹    |
| ۱۵۲۴۰ | 1989 GF3         | ۳ آوریل ۱۹۸۹    |
| ۱۵۲۴۱ | 1989 ST3         | ۲۶ سپتامبر ۱۹۸۹ |
| ۱۵۲۴۲ | 1989 SX5         | ۲۶ سپتامبر ۱۹۸۹ |
| ۱۵۲۴۳ | 1989 TU1         | ۹ اکتبر ۱۹۸۹    |
| ۱۵۲۴۴ | 1989 TY2         | ۷ اکتبر ۱۹۸۹    |
| ۱۵۲۴۵ | 1989 TP16        | ۴ اکتبر ۱۹۸۹    |
| ۱۵۲۴۶ | 1989 VS1         | ۲ نوامبر ۱۹۸۹   |
| ۱۵۲۴۶ | 1989 WS          | ۲۰ نوامبر ۱۹۸۹  |
| ۱۵۲۴۸ | 1989 WH3         | ۲۹ نوامبر ۱۹۸۹  |
| ۱۵۲۴۹ | 1989 YB5         | ۲۸ دسامبر ۱۹۸۹  |
| ۱۵۲۴۹ | 1990 DZ          | ۲۸ فوریه ۱۹۹۰   |
| ۱۵۲۵۱ | 1990 EF2         | ۲ مارس ۱۹۹۰     |
| ۱۵۲۵۲ | 1990 OD1         | ۲۰ ژوئیه ۱۹۹۰   |
| ۱۵۲۵۳ | 1990 QA4         | ۲۳ اوت ۱۹۹۰     |
| ۱۵۲۵۴ | 1990 QM4         | ۲۳ اوت ۱۹۹۰     |
| ۱۵۲۵۵ | 1990 QQ8         | ۱۶ اوت ۱۹۹۰     |
| ۱۵۲۵۶ | 1990 RD1         | ۱۴ سپتامبر ۱۹۹۰ |
| ۱۵۲۵۷ | 1990 RQ8         | ۱۵ سپتامبر ۱۹۹۰ |
| ۱۵۲۵۸ | Alfilipenko      | ۱۵ سپتامبر ۱۹۹۰ |
| ۱۵۲۵۹ | 1990 SL7         | ۲۲ سپتامبر ۱۹۹۰ |
| ۱۵۲۶۰ | 1990 SY8         | ۲۲ سپتامبر ۱۹۹۰ |
| ۱۵۲۶۱ | 1990 SV12        | ۲۱ سپتامبر ۱۹۹۰ |
| ۱۵۲۶۲ | Abderhalden      | ۱۲ اکتبر ۱۹۹۰   |
| ۱۵۲۶۳ | Erwingroten      | ۱۳ اکتبر ۱۹۹۰   |
| ۱۵۲۶۴ | Delbruck         | ۱۱ اکتبر ۱۹۹۰   |
| ۱۵۲۶۵ | Ernsting         | ۱۲ اکتبر ۱۹۹۰   |
| ۱۵۲۶۶ | 1990 UQ3         | ۱۶ اکتبر ۱۹۹۰   |
| ۱۵۲۶۷ | Kolyma           | ۱۵ نوامبر ۱۹۹۰  |
| ۱۵۲۶۸ | Wendelinefroger  | ۱۸ نوامبر ۱۹۹۰  |
| ۱۵۲۶۸ | 1990 XF          | ۸ دسامبر ۱۹۹۰   |
| ۱۵۲۷۰ | 1991 AE2         | ۷ ژانویه ۱۹۹۱   |
| ۱۵۲۷۰ | 1991 DE          | ۱۹ فوریه ۱۹۹۱   |
| ۱۵۲۷۰ | 1991 GH          | ۳ آوریل ۱۹۹۱    |
| ۱۵۲۷۳ | Ruhmkorff        | ۸ آوریل ۱۹۹۱    |
| ۱۵۲۷۴ | 1991 GO6         | ۸ آوریل ۱۹۹۱    |
| ۱۵۲۷۵ | 1991 GV6         | ۸ آوریل ۱۹۹۱    |
| ۱۵۲۷۶ | Diebel           | ۱۴ آوریل ۱۹۹۱   |
| ۱۵۲۷۷ | 1991 PC7         | ۶ اوت ۱۹۹۱      |
| ۱۵۲۷۸ | Paquet           | ۶ اوت ۱۹۹۱      |
| ۱۵۲۷۹ | 1991 PY7         | ۶ اوت ۱۹۹۱      |
| ۱۵۲۸۰ | 1991 PW11        | ۷ اوت ۱۹۹۱      |
| ۱۵۲۸۱ | 1991 PT16        | ۷ اوت ۱۹۹۱      |
| ۱۵۲۸۲ | Franzmarc        | ۱۳ سپتامبر ۱۹۹۱ |
| ۱۵۲۸۳ | 1991 RB8         | ۱۲ سپتامبر ۱۹۹۱ |
| ۱۵۲۸۴ | 1991 RZ16        | ۱۵ سپتامبر ۱۹۹۱ |
| ۱۵۲۸۵ | 1991 RW18        | ۱۴ سپتامبر ۱۹۹۱ |
| ۱۵۲۸۶ | 1991 RJ22        | ۱۵ سپتامبر ۱۹۹۱ |
| ۱۵۲۸۷ | 1991 RX25        | ۱۲ سپتامبر ۱۹۹۱ |
| ۱۵۲۸۸ | 1991 RN27        | ۱۱ سپتامبر ۱۹۹۱ |
| ۱۵۲۸۸ | 1991 TL          | ۱ اکتبر ۱۹۹۱    |
| ۱۵۲۹۰ | 1991 TF1         | ۱۲ اکتبر ۱۹۹۱   |
| ۱۵۲۹۱ | 1991 VO1         | ۴ نوامبر ۱۹۹۱   |
| ۱۵۲۹۲ | 1991 VD2         | ۹ نوامبر ۱۹۹۱   |
| ۱۵۲۹۳ | 1991 VO3         | ۴ نوامبر ۱۹۹۱   |
| ۱۵۲۹۴ | Underwood        | ۷ نوامبر ۱۹۹۱   |
| ۱۵۲۹۵ | 1991 VA9         | ۴ نوامبر ۱۹۹۱   |
| ۱۵۲۹۶ | 1992 AS2         | ۲ ژانویه ۱۹۹۲   |
| ۱۵۲۹۶ | 1992 CF          | ۸ فوریه ۱۹۹۲    |
| ۱۵۲۹۸ | 1992 EB13        | ۲ مارس ۱۹۹۲     |
| ۱۵۲۹۹ | 1992 ER17        | ۱ مارس ۱۹۹۲     |
| ۱۵۳۰۰ | 1992 RV2         | ۲ سپتامبر ۱۹۹۲  |
| ۱۵۳۰۱ | Marutesser       | ۲۱ سپتامبر ۱۹۹۲ |
| ۱۵۳۰۲ | 1992 TJ1         | ۲ اکتبر ۱۹۹۲    |
| ۱۵۳۰۳ | 1992 UJ2         | ۱۹ اکتبر ۱۹۹۲   |
| ۱۵۳۰۴ | Wikberg          | ۲۱ اکتبر ۱۹۹۲   |
| ۱۵۳۰۵ | 1992 WT1         | ۱۸ نوامبر ۱۹۹۲  |
| ۱۵۳۰۶ | 1992 WK2         | ۱۸ نوامبر ۱۹۹۲  |
| ۱۵۳۰۶ | 1992 XK          | ۱۵ دسامبر ۱۹۹۲  |
| ۱۵۳۰۸ | 1993 FR4         | ۱۷ مارس ۱۹۹۳    |
| ۱۵۳۰۹ | 1993 FZ7         | ۱۷ مارس ۱۹۹۳    |
| ۱۵۳۱۰ | 1993 FT19        | ۱۷ مارس ۱۹۹۳    |
| ۱۵۳۱۱ | 1993 FZ22        | ۲۱ مارس ۱۹۹۳    |
| ۱۵۳۱۲ | 1993 FH27        | ۲۱ مارس ۱۹۹۳    |
| ۱۵۳۱۳ | 1993 FM28        | ۲۱ مارس ۱۹۹۳    |
| ۱۵۳۱۴ | 1993 FL34        | ۱۷ مارس ۱۹۹۳    |
| ۱۵۳۱۵ | 1993 FX35        | ۱۹ مارس ۱۹۹۳    |
| ۱۵۳۱۶ | 1993 HH1         | ۲۰ آوریل ۱۹۹۳   |
| ۱۵۳۱۷ | 1993 HW1         | ۲۳ آوریل ۱۹۹۳   |
| ۱۵۳۱۸ | Innsbruck        | ۲۴ مه ۱۹۹۳      |
| ۱۵۳۱۹ | 1993 NU1         | ۱۲ ژوئیه ۱۹۹۳   |
| ۱۵۳۲۰ | 1993 OQ8         | ۲۰ ژوئیه ۱۹۹۳   |
| ۱۵۳۲۱ | Donnadean        | ۱۳ اوت ۱۹۹۳     |
| ۱۵۳۲۱ | 1993 QY          | ۱۶ اوت ۱۹۹۳     |
| ۱۵۳۲۳ | 1993 QH4         | ۱۸ اوت ۱۹۹۳     |
| ۱۵۳۲۴ | 1993 QO4         | ۱۸ اوت ۱۹۹۳     |
| ۱۵۳۲۵ | 1993 QN7         | ۲۰ اوت ۱۹۹۳     |
| ۱۵۳۲۶ | 1993 QA9         | ۲۰ اوت ۱۹۹۳     |
| ۱۵۳۲۷ | 1993 RA3         | ۱۴ سپتامبر ۱۹۹۳ |
| ۱۵۳۲۸ | 1993 RJ9         | ۱۴ سپتامبر ۱۹۹۳ |
| ۱۵۳۲۹ | Sabena           | ۱۷ سپتامبر ۱۹۹۳ |
| ۱۵۳۲۹ | 1993 TO          | ۸ اکتبر ۱۹۹۳    |
| ۱۵۳۳۱ | 1993 TO24        | ۹ اکتبر ۱۹۹۳    |
| ۱۵۳۳۲ | CERN             | ۹ اکتبر ۱۹۹۳    |
| ۱۵۳۳۳ | 1993 TS36        | ۱۳ اکتبر ۱۹۹۳   |
| ۱۵۳۳۳ | 1993 UE          | ۲۰ اکتبر ۱۹۹۳   |
| ۱۵۳۳۳ | 1993 UV          | ۲۳ اکتبر ۱۹۹۳   |
| ۱۵۳۳۶ | 1993 UC3         | ۲۲ اکتبر ۱۹۹۳   |
| ۱۵۳۳۷ | 1993 VT2         | ۷ نوامبر ۱۹۹۳   |
| ۱۵۳۳۸ | 1994 AZ4         | ۵ ژانویه ۱۹۹۴   |
| ۱۵۳۳۹ | 1994 AA9         | ۸ ژانویه ۱۹۹۴   |
| ۱۵۳۴۰ | 1994 CE14        | ۸ فوریه ۱۹۹۴    |
| ۱۵۳۴۱ | 1994 CV16        | ۸ فوریه ۱۹۹۴    |
| ۱۵۳۴۲ | Assisi           | ۳ آوریل ۱۹۹۴    |
| ۱۵۳۴۳ | 1994 PB1         | ۱۵ اوت ۱۹۹۴     |
| ۱۵۳۴۴ | 1994 PA2         | ۹ اوت ۱۹۹۴      |
| ۱۵۳۴۵ | 1994 PK11        | ۱۰ اوت ۱۹۹۴     |
| ۱۵۳۴۶ | Bonifatius       | ۲ سپتامبر ۱۹۹۴  |
| ۱۵۳۴۶ | 1994 UD          | ۲۶ اکتبر ۱۹۹۴   |
| ۱۵۳۴۶ | 1994 UJ          | ۳۱ اکتبر ۱۹۹۴   |
| ۱۵۳۴۹ | 1994 UX1         | ۳۱ اکتبر ۱۹۹۴   |
| ۱۵۳۵۰ | Naganuma         | ۳ نوامبر ۱۹۹۴   |
| ۱۵۳۵۱ | 1994 VO6         | ۴ نوامبر ۱۹۹۴   |
| ۱۵۳۵۲ | 1994 VB7         | ۱۱ نوامبر ۱۹۹۴  |
| ۱۵۳۵۲ | 1994 WA          | ۲۲ نوامبر ۱۹۹۴  |
| ۱۵۳۵۴ | 1994 YN1         | ۳۱ دسامبر ۱۹۹۴  |
| ۱۵۳۵۵ | 1995 AZ3         | ۲ ژانویه ۱۹۹۵   |
| ۱۵۳۵۵ | 1995 DE          | ۲۰ فوریه ۱۹۹۵   |
| ۱۵۳۵۵ | 1995 FM          | ۲۶ مارس ۱۹۹۵    |
| ۱۵۳۵۸ | 1995 FM8         | ۲۶ مارس ۱۹۹۵    |
| ۱۵۳۵۹ | 1995 GV2         | ۲ آوریل ۱۹۹۵    |
| ۱۵۳۶۰ | Moncalvo         | ۱۴ فوریه ۱۹۹۶   |
| ۱۵۳۶۱ | 1996 DK2         | ۲۳ فوریه ۱۹۹۶   |
| ۱۵۳۶۱ | 1996 ED          | ۹ مارس ۱۹۹۶     |
| ۱۵۳۶۳ | Ysaye            | ۱۸ مارس ۱۹۹۶    |
| ۱۵۳۶۴ | 1996 HT2         | ۱۷ آوریل ۱۹۹۶   |
| ۱۵۳۶۵ | 1996 HQ9         | ۱۷ آوریل ۱۹۹۶   |
| ۱۵۳۶۶ | 1996 HR16        | ۱۸ آوریل ۱۹۹۶   |
| ۱۵۳۶۷ | 1996 HP23        | ۲۰ آوریل ۱۹۹۶   |
| ۱۵۳۶۷ | 1996 JZ          | ۱۴ مه ۱۹۹۶      |
| ۱۵۳۶۷ | 1996 KB          | ۱۶ مه ۱۹۹۶      |
| ۱۵۳۷۰ | Kanchi           | ۱۵ ژوئیه ۱۹۹۶   |
| ۱۵۳۷۱ | Steward          | ۱۵ سپتامبر ۱۹۹۶ |
| ۱۵۳۷۲ | Agrigento        | ۸ اکتبر ۱۹۹۶    |
| ۱۵۳۷۳ | 1996 WV1         | ۲۰ نوامبر ۱۹۹۶  |
| ۱۵۳۷۴ | Teta             | ۱۶ ژانویه ۱۹۹۷  |
| ۱۵۳۷۵ | 1997 BO9         | ۳۰ ژانویه ۱۹۹۷  |
| ۱۵۳۷۶ | Martak           | ۱ فوریه ۱۹۹۷    |
| ۱۵۳۷۶ | 1997 KW          | ۳۱ مه ۱۹۹۷      |
| ۱۵۳۷۸ | Artin            | ۷ اوت ۱۹۹۷      |
| ۱۵۳۷۹ | Alefranz         | ۲۹ اوت ۱۹۹۷     |
| ۱۵۳۸۰ | 1997 QQ4         | ۳۰ اوت ۱۹۹۷     |
| ۱۵۳۸۱ | Spadolini        | ۱ سپتامبر ۱۹۹۷  |
| ۱۵۳۸۲ | Vian             | ۲۰ سپتامبر ۱۹۹۷ |
| ۱۵۳۸۳ | 1997 SE3         | ۲۱ سپتامبر ۱۹۹۷ |
| ۱۵۳۸۴ | Samkova          | ۲۶ سپتامبر ۱۹۹۷ |
| ۱۵۳۸۵ | Dallolmo         | ۲۵ سپتامبر ۱۹۹۷ |
| ۱۵۳۸۶ | Nicolini         | ۲۵ سپتامبر ۱۹۹۷ |
| ۱۵۳۸۷ | 1997 SQ17        | ۳۰ سپتامبر ۱۹۹۷ |
| ۱۵۳۸۸ | Coelum           | ۲۷ سپتامبر ۱۹۹۷ |
| ۱۵۳۸۹ | Geflorsch        | ۲ اکتبر ۱۹۹۷    |
| ۱۵۳۹۰ | Znojil           | ۶ اکتبر ۱۹۹۷    |
| ۱۵۳۹۱ | 1997 TS16        | ۳ اکتبر ۱۹۹۷    |
| ۱۵۳۹۲ | Budejicky        | ۱۱ اکتبر ۱۹۹۷   |
| ۱۵۳۹۳ | 1997 TR24        | ۹ اکتبر ۱۹۹۷    |
| ۱۵۳۹۴ | 1997 TQ25        | ۱۲ اکتبر ۱۹۹۷   |
| ۱۵۳۹۵ | Rukl             | ۲۱ اکتبر ۱۹۹۷   |
| ۱۵۳۹۶ | Howardmoore      | ۲۴ اکتبر ۱۹۹۷   |
| ۱۵۳۹۷ | Ksoari           | ۲۷ اکتبر ۱۹۹۷   |
| ۱۵۳۹۸ | 1997 UZ23        | ۳۰ اکتبر ۱۹۹۷   |
| ۱۵۳۹۹ | Hudec            | ۲ نوامبر ۱۹۹۷   |
| ۱۵۳۹۹ | 1997 VZ          | ۱ نوامبر ۱۹۹۷   |
| ۱۵۴۰۱ | 1997 VE4         | ۴ نوامبر ۱۹۹۷   |
| ۱۵۴۰۲ | 1997 VY5         | ۹ نوامبر ۱۹۹۷   |
| ۱۵۴۰۳ | Merignac         | ۹ نوامبر ۱۹۹۷   |
| ۱۵۴۰۴ | 1997 VE8         | ۶ نوامبر ۱۹۹۷   |
| ۱۵۴۰۵ | 1997 WJ7         | ۱۹ نوامبر ۱۹۹۷  |
| ۱۵۴۰۶ | Bleibtreu        | ۲۳ نوامبر ۱۹۹۷  |
| ۱۵۴۰۷ | 1997 WM16        | ۲۴ نوامبر ۱۹۹۷  |
| ۱۵۴۰۸ | 1997 WU21        | ۳۰ نوامبر ۱۹۹۷  |
| ۱۵۴۰۹ | 1997 WQ31        | ۲۹ نوامبر ۱۹۹۷  |
| ۱۵۴۰۹ | 1997 YZ          | ۱۹ دسامبر ۱۹۹۷  |
| ۱۵۴۱۱ | 1997 YL1         | ۱۸ دسامبر ۱۹۹۷  |
| ۱۵۴۱۲ | Schaefer         | ۲ ژانویه ۱۹۹۸   |
| ۱۵۴۱۳ | 1998 BX9         | ۲۲ ژانویه ۱۹۹۸  |
| ۱۵۴۱۴ | 1998 BC35        | ۲۶ ژانویه ۱۹۹۸  |
| ۱۵۴۱۵ | Rika             | ۴ فوریه ۱۹۹۸    |
| ۱۵۴۱۶ | 1998 DZ2         | ۲۱ فوریه ۱۹۹۸   |
| ۱۵۴۱۷ | Babylon          | ۲۷ فوریه ۱۹۹۸   |
| ۱۵۴۱۸ | 1998 DU35        | ۲۷ فوریه ۱۹۹۸   |
| ۱۵۴۱۹ | 1998 FZ62        | ۲۰ مارس ۱۹۹۸    |
| ۱۵۴۲۰ | Aedouglass       | ۲۸ آوریل ۱۹۹۸   |
| ۱۵۴۲۱ | Adammalin        | ۲۱ آوریل ۱۹۹۸   |
| ۱۵۴۲۲ | 1998 QP45        | ۱۷ اوت ۱۹۹۸     |
| ۱۵۴۲۳ | 1998 QR91        | ۲۸ اوت ۱۹۹۸     |
| ۱۵۴۲۴ | 1998 QE100       | ۲۶ اوت ۱۹۹۸     |
| ۱۵۴۲۵ | Welzl            | ۲۴ سپتامبر ۱۹۹۸ |
| ۱۵۴۲۶ | 1998 SW43        | ۲۶ سپتامبر ۱۹۹۸ |
| ۱۵۴۲۷ | Shabas           | ۱۷ سپتامبر ۱۹۹۸ |
| ۱۵۴۲۸ | 1998 SV128       | ۲۶ سپتامبر ۱۹۹۸ |
| ۱۵۴۲۹ | 1998 UA23        | ۳۰ اکتبر ۱۹۹۸   |
| ۱۵۴۳۰ | 1998 UR31        | ۲۲ اکتبر ۱۹۹۸   |
| ۱۵۴۳۱ | 1998 UQ32        | ۳۰ اکتبر ۱۹۹۸   |
| ۱۵۴۳۲ | 1998 VA5         | ۱۱ نوامبر ۱۹۹۸  |
| ۱۵۴۳۳ | 1998 VQ7         | ۱۰ نوامبر ۱۹۹۸  |
| ۱۵۴۳۴ | Mittal           | ۱۰ نوامبر ۱۹۹۸  |
| ۱۵۴۳۵ | 1998 VS28        | ۱۰ نوامبر ۱۹۹۸  |
| ۱۵۴۳۶ | 1998 VU30        | ۱۰ نوامبر ۱۹۹۸  |
| ۱۵۴۳۷ | 1998 VS35        | ۹ نوامبر ۱۹۹۸   |
| ۱۵۴۳۸ | 1998 WF1         | ۱۷ نوامبر ۱۹۹۸  |
| ۱۵۴۳۹ | 1998 WV1         | ۱۸ نوامبر ۱۹۹۸  |
| ۱۵۴۴۰ | 1998 WX4         | ۱۹ نوامبر ۱۹۹۸  |
| ۱۵۴۴۱ | 1998 WJ9         | ۲۷ نوامبر ۱۹۹۸  |
| ۱۵۴۴۲ | 1998 WN11        | ۲۱ نوامبر ۱۹۹۸  |
| ۱۵۴۴۳ | 1998 WM19        | ۲۳ نوامبر ۱۹۹۸  |
| ۱۵۴۴۴ | 1998 WT23        | ۲۵ نوامبر ۱۹۹۸  |
| ۱۵۴۴۴ | 1998 XE          | ۱ دسامبر ۱۹۹۸   |
| ۱۵۴۴۶ | 1998 XQ4         | ۱۲ دسامبر ۱۹۹۸  |
| ۱۵۴۴۷ | 1998 XV4         | ۱۲ دسامبر ۱۹۹۸  |
| ۱۵۴۴۸ | Siegwarth        | ۱۰ دسامبر ۱۹۹۸  |
| ۱۵۴۴۹ | 1998 XS30        | ۱۴ دسامبر ۱۹۹۸  |
| ۱۵۴۵۰ | 1998 XV40        | ۱۴ دسامبر ۱۹۹۸  |
| ۱۵۴۵۱ | 1998 XK42        | ۱۴ دسامبر ۱۹۹۸  |
| ۱۵۴۵۲ | Ibramohammed     | ۱۴ دسامبر ۱۹۹۸  |
| ۱۵۴۵۳ | 1998 XD96        | ۱۲ دسامبر ۱۹۹۸  |
| ۱۵۴۵۴ | 1998 YB3         | ۱۷ دسامبر ۱۹۹۸  |
| ۱۵۴۵۵ | 1998 YJ3         | ۱۷ دسامبر ۱۹۹۸  |
| ۱۵۴۵۶ | 1998 YP3         | ۱۸ دسامبر ۱۹۹۸  |
| ۱۵۴۵۷ | 1998 YN6         | ۱۸ دسامبر ۱۹۹۸  |
| ۱۵۴۵۸ | 1998 YW9         | ۲۵ دسامبر ۱۹۹۸  |
| ۱۵۴۵۹ | 1998 YY9         | ۲۵ دسامبر ۱۹۹۸  |
| ۱۵۴۶۰ | Manca            | ۲۵ دسامبر ۱۹۹۸  |
| ۱۵۴۶۱ | Johnbird         | ۲۷ دسامبر ۱۹۹۸  |
| ۱۵۴۶۲ | Stumegan         | ۸ ژانویه ۱۹۹۹   |
| ۱۵۴۶۳ | 1999 AT2         | ۹ ژانویه ۱۹۹۹   |
| ۱۵۴۶۴ | 1999 AN5         | ۱۲ ژانویه ۱۹۹۹  |
| ۱۵۴۶۵ | Buchroeder       | ۱۵ ژانویه ۱۹۹۹  |
| ۱۵۴۶۶ | Barlow           | ۱۴ ژانویه ۱۹۹۹  |
| ۱۵۴۶۷ | Aflorsch         | ۱۵ ژانویه ۱۹۹۹  |
| ۱۵۴۶۸ | 1999 AT31        | ۱۴ ژانویه ۱۹۹۹  |
| ۱۵۴۶۹ | Ohmura           | ۱۶ ژانویه ۱۹۹۹  |
| ۱۵۴۶۹ | 1999 BS          | ۱۶ ژانویه ۱۹۹۹  |
| ۱۵۴۷۱ | 1999 BE5         | ۱۹ ژانویه ۱۹۹۹  |
| ۱۵۴۷۲ | 1999 BR5         | ۲۰ ژانویه ۱۹۹۹  |
| ۱۵۴۷۳ | 1999 BL9         | ۲۳ ژانویه ۱۹۹۹  |
| ۱۵۴۷۴ | 1999 BG11        | ۲۰ ژانویه ۱۹۹۹  |
| ۱۵۴۷۵ | 1999 BQ14        | ۲۴ ژانویه ۱۹۹۹  |
| ۱۵۴۷۶ | Narendra         | ۱۸ ژانویه ۱۹۹۹  |
| ۱۵۴۷۷ | 1999 CG1         | ۶ فوریه ۱۹۹۹    |
| ۱۵۴۷۸ | 1999 CZ2         | ۷ فوریه ۱۹۹۹    |
| ۱۵۴۷۹ | 1999 CH9         | ۸ فوریه ۱۹۹۹    |
| ۱۵۴۸۰ | 1999 CB14        | ۱۲ فوریه ۱۹۹۹   |
| ۱۵۴۸۱ | 1999 CK19        | ۱۰ فوریه ۱۹۹۹   |
| ۱۵۴۸۲ | 1999 CB21        | ۱۰ فوریه ۱۹۹۹   |
| ۱۵۴۸۳ | 1999 CW25        | ۱۰ فوریه ۱۹۹۹   |
| ۱۵۴۸۴ | 1999 CU46        | ۱۰ فوریه ۱۹۹۹   |
| ۱۵۴۸۵ | 1999 CY53        | ۱۰ فوریه ۱۹۹۹   |
| ۱۵۴۸۶ | 1999 CP62        | ۱۲ فوریه ۱۹۹۹   |
| ۱۵۴۸۷ | 1999 CC63        | ۱۲ فوریه ۱۹۹۹   |
| ۱۵۴۸۸ | 1999 CB75        | ۱۲ فوریه ۱۹۹۹   |
| ۱۵۴۸۹ | 1999 CJ78        | ۱۲ فوریه ۱۹۹۹   |
| ۱۵۴۹۰ | 1999 CJ81        | ۱۲ فوریه ۱۹۹۹   |
| ۱۵۴۹۱ | 1999 CW85        | ۱۰ فوریه ۱۹۹۹   |
| ۱۵۴۹۲ | Nyberg           | ۱۰ فوریه ۱۹۹۹   |
| ۱۵۴۹۳ | 1999 CS105       | ۱۲ فوریه ۱۹۹۹   |
| ۱۵۴۹۴ | 1999 CX123       | ۱۱ فوریه ۱۹۹۹   |
| ۱۵۴۹۵ | Bogie            | ۱۷ فوریه ۱۹۹۹   |
| ۱۵۴۹۶ | 1999 DQ3         | ۲۰ فوریه ۱۹۹۹   |
| ۱۵۴۹۷ | Lucca            | ۲۳ فوریه ۱۹۹۹   |
| ۱۵۴۹۸ | 1999 EQ4         | ۱۳ مارس ۱۹۹۹    |
| ۱۵۴۹۹ | Cloyd            | ۱۹ مارس ۱۹۹۹    |
| ۱۵۵۰۰ | Anantpatel       | ۱۹ مارس ۱۹۹۹    |
| ۱۵۵۰۱ | Pepawlowski      | ۱۳ ژوئیه ۱۹۹۹   |
| ۱۵۵۰۲ | 1999 NV27        | ۱۴ ژوئیه ۱۹۹۹   |
| ۱۵۵۰۳ | 1999 RD25        | ۷ سپتامبر ۱۹۹۹  |
| ۱۵۵۰۴ | 1999 RG33        | ۴ سپتامبر ۱۹۹۹  |
| ۱۵۵۰۵ | 1999 RF56        | ۷ سپتامبر ۱۹۹۹  |
| ۱۵۵۰۶ | Preygel          | ۹ سپتامبر ۱۹۹۹  |
| ۱۵۵۰۷ | Rengarajan       | ۹ سپتامبر ۱۹۹۹  |
| ۱۵۵۰۸ | 1999 TE38        | ۱ اکتبر ۱۹۹۹    |
| ۱۵۵۰۹ | 1999 TX113       | ۴ اکتبر ۱۹۹۹    |
| ۱۵۵۱۰ | Phoeberounds     | ۴ اکتبر ۱۹۹۹    |
| ۱۵۵۱۱ | 1999 TD185       | ۱۲ اکتبر ۱۹۹۹   |
| ۱۵۵۱۲ | Snyder           | ۱۸ اکتبر ۱۹۹۹   |
| ۱۵۵۱۳ | Emmermann        | ۲۹ اکتبر ۱۹۹۹   |
| ۱۵۵۱۴ | 1999 VW24        | ۱۳ نوامبر ۱۹۹۹  |
| ۱۵۵۱۵ | 1999 VN80        | ۴ نوامبر ۱۹۹۹   |
| ۱۵۵۱۶ | 1999 VN86        | ۵ نوامبر ۱۹۹۹   |
| ۱۵۵۱۷ | 1999 VS113       | ۴ نوامبر ۱۹۹۹   |
| ۱۵۵۱۸ | 1999 VY153       | ۱۰ نوامبر ۱۹۹۹  |
| ۱۵۵۱۸ | 1999 XW          | ۲ دسامبر ۱۹۹۹   |
| ۱۵۵۲۰ | 1999 XK98        | ۷ دسامبر ۱۹۹۹   |
| ۱۵۵۲۱ | 1999 XH133       | ۱۲ دسامبر ۱۹۹۹  |
| ۱۵۵۲۲ | Trueblood        | ۱۴ دسامبر ۱۹۹۹  |
| ۱۵۵۲۳ | Grenville        | ۹ دسامبر ۱۹۹۹   |
| ۱۵۵۲۴ | 1999 XO175       | ۱۰ دسامبر ۱۹۹۹  |
| ۱۵۵۲۵ | 1999 XH176       | ۱۰ دسامبر ۱۹۹۹  |
| ۱۵۵۲۶ | 1999 XH229       | ۸ دسامبر ۱۹۹۹   |
| ۱۵۵۲۷ | 1999 YY2         | ۱۶ دسامبر ۱۹۹۹  |
| ۱۵۵۲۸ | 2000 AJ10        | ۳ ژانویه ۲۰۰۰   |
| ۱۵۵۲۹ | 2000 AA80        | ۵ ژانویه ۲۰۰۰   |
| ۱۵۵۳۰ | Kuber            | ۵ ژانویه ۲۰۰۰   |
| ۱۵۵۳۱ | 2000 AV99        | ۵ ژانویه ۲۰۰۰   |
| ۱۵۵۳۲ | 2000 AP126       | ۵ ژانویه ۲۰۰۰   |
| ۱۵۵۳۳ | 2000 AP138       | ۵ ژانویه ۲۰۰۰   |
| ۱۵۵۳۴ | 2000 AQ164       | ۵ ژانویه ۲۰۰۰   |
| ۱۵۵۳۵ | 2000 AT177       | ۷ ژانویه ۲۰۰۰   |
| ۱۵۵۳۶ | 2000 AG191       | ۸ ژانویه ۲۰۰۰   |
| ۱۵۵۳۷ | 2000 AM199       | ۹ ژانویه ۲۰۰۰   |
| ۱۵۵۳۸ | 2000 BW14        | ۳۱ ژانویه ۲۰۰۰  |
| ۱۵۵۳۹ | 2000 CN3         | ۲ فوریه ۲۰۰۰    |
| ۱۵۵۴۰ | 2000 CF18        | ۲ فوریه ۲۰۰۰    |
| ۱۵۵۴۱ | 2000 CN63        | ۲ فوریه ۲۰۰۰    |
| ۱۵۵۴۲ | 2000 DN3         | ۲۸ فوریه ۲۰۰۰   |
| ۱۵۵۴۳ | Elizateel        | ۲۹ فوریه ۲۰۰۰   |
| ۱۵۵۴۴ | 2000 EG17        | ۳ مارس ۲۰۰۰     |
| ۱۵۵۴۵ | 2000 EK46        | ۹ مارس ۲۰۰۰     |
| ۱۵۵۴۶ | 2000 EZ75        | ۵ مارس ۲۰۰۰     |
| ۱۵۵۴۷ | 2000 ET91        | ۹ مارس ۲۰۰۰     |
| ۱۵۵۴۸ | 2000 EJ147       | ۴ مارس ۲۰۰۰     |
| ۱۵۵۴۸ | 2000 FN          | ۲۵ مارس ۲۰۰۰    |
| ۱۵۵۵۰ | Sydney           | ۳۱ مارس ۲۰۰۰    |
| ۱۵۵۵۱ | Paddock          | ۲۷ مارس ۲۰۰۰    |
| ۱۵۵۵۲ | 2000 FO26        | ۲۷ مارس ۲۰۰۰    |
| ۱۵۵۵۳ | Carachang        | ۲۹ مارس ۲۰۰۰    |
| ۱۵۵۵۴ | 2000 FH46        | ۲۹ مارس ۲۰۰۰    |
| ۱۵۵۵۵ | 2000 FD49        | ۳۰ مارس ۲۰۰۰    |
| ۱۵۵۵۶ | 2000 FW49        | ۳۰ مارس ۲۰۰۰    |
| ۱۵۵۵۷ | Kimcochran       | ۲ آوریل ۲۰۰۰    |
| ۱۵۵۵۸ | 2000 GR2         | ۳ آوریل ۲۰۰۰    |
| ۱۵۵۵۹ | Abigailhines     | ۵ آوریل ۲۰۰۰    |
| ۱۵۵۶۰ | 2000 GR24        | ۵ آوریل ۲۰۰۰    |
| ۱۵۵۶۱ | 2000 GU36        | ۵ آوریل ۲۰۰۰    |
| ۱۵۵۶۲ | 2000 GF48        | ۵ آوریل ۲۰۰۰    |
| ۱۵۵۶۳ | Remsberg         | ۵ آوریل ۲۰۰۰    |
| ۱۵۵۶۴ | 2000 GU48        | ۵ آوریل ۲۰۰۰    |
| ۱۵۵۶۵ | Benjaminsteele   | ۵ آوریل ۲۰۰۰    |
| ۱۵۵۶۶ | Elizabethbaker   | ۵ آوریل ۲۰۰۰    |
| ۱۵۵۶۷ | Giacomelli       | ۵ آوریل ۲۰۰۰    |
| ۱۵۵۶۸ | 2000 GP54        | ۵ آوریل ۲۰۰۰    |
| ۱۵۵۶۹ | Feinberg         | ۵ آوریل ۲۰۰۰    |
| ۱۵۵۷۰ | 2000 GT60        | ۵ آوریل ۲۰۰۰    |
| ۱۵۵۷۱ | 2000 GM61        | ۵ آوریل ۲۰۰۰    |
| ۱۵۵۷۲ | 2000 GH65        | ۵ آوریل ۲۰۰۰    |
| ۱۵۵۷۳ | 2000 GX65        | ۵ آوریل ۲۰۰۰    |
| ۱۵۵۷۴ | Stephaniehass    | ۵ آوریل ۲۰۰۰    |
| ۱۵۵۷۵ | 2000 GC68        | ۵ آوریل ۲۰۰۰    |
| ۱۵۵۷۶ | Munday           | ۵ آوریل ۲۰۰۰    |
| ۱۵۵۷۷ | Gywilliams       | ۵ آوریل ۲۰۰۰    |
| ۱۵۵۷۸ | 2000 GW69        | ۵ آوریل ۲۰۰۰    |
| ۱۵۵۷۹ | 2000 GP70        | ۵ آوریل ۲۰۰۰    |
| ۱۵۵۸۰ | 2000 GE71        | ۵ آوریل ۲۰۰۰    |
| ۱۵۵۸۱ | 2000 GV72        | ۵ آوریل ۲۰۰۰    |
| ۱۵۵۸۲ | Russellburrows   | ۵ آوریل ۲۰۰۰    |
| ۱۵۵۸۳ | Hanick           | ۵ آوریل ۲۰۰۰    |
| ۱۵۵۸۴ | 2000 GO74        | ۵ آوریل ۲۰۰۰    |
| ۱۵۵۸۵ | 2000 GR74        | ۵ آوریل ۲۰۰۰    |
| ۱۵۵۸۶ | 2000 GV75        | ۵ آوریل ۲۰۰۰    |
| ۱۵۵۸۷ | 2000 GK76        | ۵ آوریل ۲۰۰۰    |
| ۱۵۵۸۸ | 2000 GO79        | ۵ آوریل ۲۰۰۰    |
| ۱۵۵۸۹ | 2000 GB80        | ۶ آوریل ۲۰۰۰    |
| ۱۵۵۹۰ | 2000 GH82        | ۷ آوریل ۲۰۰۰    |
| ۱۵۵۹۱ | 2000 GP89        | ۴ آوریل ۲۰۰۰    |
| ۱۵۵۹۲ | 2000 GJ91        | ۴ آوریل ۲۰۰۰    |
| ۱۵۵۹۳ | 2000 GR93        | ۵ آوریل ۲۰۰۰    |
| ۱۵۵۹۴ | Castillo         | ۶ آوریل ۲۰۰۰    |
| ۱۵۵۹۵ | 2000 GX95        | ۶ آوریل ۲۰۰۰    |
| ۱۵۵۹۶ | 2000 GZ95        | ۶ آوریل ۲۰۰۰    |
| ۱۵۵۹۷ | 2000 GM96        | ۶ آوریل ۲۰۰۰    |
| ۱۵۵۹۸ | 2000 GP96        | ۶ آوریل ۲۰۰۰    |
| ۱۵۵۹۹ | Richardlarson    | ۷ آوریل ۲۰۰۰    |
| ۱۵۶۰۰ | 2000 GY103       | ۷ آوریل ۲۰۰۰    |
| ۱۵۶۰۱ | 2000 GZ106       | ۷ آوریل ۲۰۰۰    |
| ۱۵۶۰۲ | 2000 GA108       | ۷ آوریل ۲۰۰۰    |
| ۱۵۶۰۳ | 2000 GG108       | ۷ آوریل ۲۰۰۰    |
| ۱۵۶۰۴ | Fruits           | ۷ آوریل ۲۰۰۰    |
| ۱۵۶۰۵ | 2000 GY114       | ۷ آوریل ۲۰۰۰    |
| ۱۵۶۰۶ | Winer            | ۱۱ آوریل ۲۰۰۰   |
| ۱۵۶۰۷ | 2000 GA124       | ۷ آوریل ۲۰۰۰    |
| ۱۵۶۰۸ | Owens            | ۷ آوریل ۲۰۰۰    |
| ۱۵۶۰۹ | Kosmaczewski     | ۷ آوریل ۲۰۰۰    |
| ۱۵۶۱۰ | 2000 GY126       | ۷ آوریل ۲۰۰۰    |
| ۱۵۶۱۱ | 2000 GD127       | ۷ آوریل ۲۰۰۰    |
| ۱۵۶۱۲ | 2000 GV133       | ۷ آوریل ۲۰۰۰    |
| ۱۵۶۱۳ | 2000 GH136       | ۱۲ آوریل ۲۰۰۰   |
| ۱۵۶۱۴ | Pillinger        | ۷ آوریل ۲۰۰۰    |
| ۱۵۶۱۵ | 2000 HU1         | ۲۵ آوریل ۲۰۰۰   |
| ۱۵۶۱۶ | 2000 HG10        | ۲۷ آوریل ۲۰۰۰   |
| ۱۵۶۱۷ | Fallowfield      | ۲۷ آوریل ۲۰۰۰   |
| ۱۵۶۱۸ | Lorifritz        | ۲۷ آوریل ۲۰۰۰   |
| ۱۵۶۱۹ | Albertwu         | ۲۸ آوریل ۲۰۰۰   |
| ۱۵۶۲۰ | Beltrami         | ۲۹ آوریل ۲۰۰۰   |
| ۱۵۶۲۱ | Erikhovland      | ۲۹ آوریل ۲۰۰۰   |
| ۱۵۶۲۲ | Westrich         | ۲۷ آوریل ۲۰۰۰   |
| ۱۵۶۲۳ | 2000 HU30        | ۲۸ آوریل ۲۰۰۰   |
| ۱۵۶۲۴ | Lamberton        | ۲۸ آوریل ۲۰۰۰   |
| ۱۵۶۲۵ | 2000 HB35        | ۲۷ آوریل ۲۰۰۰   |
| ۱۵۶۲۶ | 2000 HR50        | ۲۹ آوریل ۲۰۰۰   |
| ۱۵۶۲۷ | Hong             | ۲۹ آوریل ۲۰۰۰   |
| ۱۵۶۲۸ | Gonzales         | ۲۹ آوریل ۲۰۰۰   |
| ۱۵۶۲۹ | Sriner           | ۲۹ آوریل ۲۰۰۰   |
| ۱۵۶۳۰ | Disanti          | ۲۴ آوریل ۲۰۰۰   |
| ۱۵۶۳۱ | Dellorusso       | ۲۴ آوریل ۲۰۰۰   |
| ۱۵۶۳۲ | Magee-Sauer      | ۲۶ آوریل ۲۰۰۰   |
| ۱۵۶۳۳ | 2000 JZ1         | ۲ مه ۲۰۰۰       |
| ۱۵۶۳۴ | 2000 JD15        | ۶ مه ۲۰۰۰       |
| ۱۵۶۳۵ | Andrewhager      | ۷ مه ۲۰۰۰       |
| ۱۵۶۳۶ | 2000 JD31        | ۷ مه ۲۰۰۰       |
| ۱۵۶۳۷ | 2000 JY53        | ۶ مه ۲۰۰۰       |
| ۱۵۶۳۸ | 2000 JA65        | ۵ مه ۲۰۰۰       |
| ۱۵۶۳۸ | 2074 P-L         | ۲۴ سپتامبر ۱۹۶۰ |
| ۱۵۶۳۸ | 2632 P-L         | ۲۴ سپتامبر ۱۹۶۰ |
| ۱۵۶۳۸ | 2668 P-L         | ۲۴ سپتامبر ۱۹۶۰ |
| ۱۵۶۳۸ | 2679 P-L         | ۲۴ سپتامبر ۱۹۶۰ |
| ۱۵۶۳۸ | 3540 P-L         | ۱۷ اکتبر ۱۹۶۰   |
| ۱۵۶۳۸ | 4157 P-L         | ۲۴ سپتامبر ۱۹۶۰ |
| ۱۵۶۳۸ | 4163 P-L         | ۲۴ سپتامبر ۱۹۶۰ |
| ۱۵۶۳۸ | 4555 P-L         | ۲۴ سپتامبر ۱۹۶۰ |
| ۱۵۶۳۸ | 4556 P-L         | ۲۴ سپتامبر ۱۹۶۰ |
| ۱۵۶۳۸ | 6115 P-L         | ۲۴ سپتامبر ۱۹۶۰ |
| ۱۵۶۳۸ | 6317 P-L         | ۲۴ سپتامبر ۱۹۶۰ |
| ۱۵۶۳۸ | 6725 P-L         | ۲۴ سپتامبر ۱۹۶۰ |
| ۱۵۶۵۱ | Tlepolemos       | ۲۲ اکتبر ۱۹۶۰   |
| ۱۵۶۵۲ | 1048 T-1         | ۲۵ مارس ۱۹۷۱    |
| ۱۵۶۵۳ | 1080 T-1         | ۲۵ مارس ۱۹۷۱    |
| ۱۵۶۵۴ | 1176 T-1         | ۲۵ مارس ۱۹۷۱    |
| ۱۵۶۵۵ | 2209 T-1         | ۲۵ مارس ۱۹۷۱    |
| ۱۵۶۵۶ | 3277 T-1         | ۲۶ مارس ۱۹۷۱    |
| ۱۵۶۵۷ | 1125 T-2         | ۲۹ سپتامبر ۱۹۷۳ |
| ۱۵۶۵۸ | 1265 T-2         | ۲۹ سپتامبر ۱۹۷۳ |
| ۱۵۶۵۹ | 2141 T-2         | ۲۹ سپتامبر ۱۹۷۳ |
| ۱۵۶۶۰ | 3025 T-2         | ۳۰ سپتامبر ۱۹۷۳ |
| ۱۵۶۶۱ | 3281 T-2         | ۳۰ سپتامبر ۱۹۷۳ |
| ۱۵۶۶۲ | 4064 T-2         | ۲۹ سپتامبر ۱۹۷۳ |
| ۱۵۶۶۳ | Periphas         | ۲۹ سپتامبر ۱۹۷۳ |
| ۱۵۶۶۴ | 4050 T-3         | ۱۶ اکتبر ۱۹۷۷   |
| ۱۵۶۶۵ | 4094 T-3         | ۱۶ اکتبر ۱۹۷۷   |
| ۱۵۶۶۶ | 5021 T-3         | ۱۶ اکتبر ۱۹۷۷   |
| ۱۵۶۶۷ | 5046 T-3         | ۱۶ اکتبر ۱۹۷۷   |
| ۱۵۶۶۸ | 5138 T-3         | ۱۶ اکتبر ۱۹۷۷   |
| ۱۵۶۶۹ | Pshenichner      | ۱۹ سپتامبر ۱۹۷۴ |
| ۱۵۶۷۰ | 1975 SO1         | ۳۰ سپتامبر ۱۹۷۵ |
| ۱۵۶۷۱ | 1977 EP6         | ۱۲ مارس ۱۹۷۷    |
| ۱۵۶۷۲ | Sato-Norio       | ۱۲ مارس ۱۹۷۷    |
| ۱۵۶۷۳ | Chetaev          | ۸ اوت ۱۹۷۸      |
| ۱۵۶۷۴ | 1978 RR7         | ۲ سپتامبر ۱۹۷۸  |
| ۱۵۶۷۵ | Goloseevo        | ۲۷ سپتامبر ۱۹۷۸ |
| ۱۵۶۷۶ | Almoisheev       | ۸ اکتبر ۱۹۷۸    |
| ۱۵۶۷۷ | 1980 TZ5         | ۱۴ اکتبر ۱۹۸۰   |
| ۱۵۶۷۷ | 1981 DM          | ۲۸ فوریه ۱۹۸۱   |
| ۱۵۶۷۹ | 1981 DA1         | ۲۸ فوریه ۱۹۸۱   |
| ۱۵۶۸۰ | 1981 EV7         | ۱ مارس ۱۹۸۱     |
| ۱۵۶۸۱ | 1981 ES17        | ۲ مارس ۱۹۸۱     |
| ۱۵۶۸۲ | 1981 EB25        | ۲ مارس ۱۹۸۱     |
| ۱۵۶۸۳ | 1981 EX25        | ۲ مارس ۱۹۸۱     |
| ۱۵۶۸۴ | 1981 ED28        | ۲ مارس ۱۹۸۱     |
| ۱۵۶۸۵ | 1981 EU33        | ۱ مارس ۱۹۸۱     |
| ۱۵۶۸۶ | 1981 EW33        | ۱ مارس ۱۹۸۱     |
| ۱۵۶۸۷ | 1981 ES38        | ۱ مارس ۱۹۸۱     |
| ۱۵۶۸۸ | 1981 UW23        | ۲۴ اکتبر ۱۹۸۱   |
| ۱۵۶۸۹ | 1981 UP25        | ۲۵ اکتبر ۱۹۸۱   |
| ۱۵۶۹۰ | 1982 JD3         | ۱۵ مه ۱۹۸۲      |
| ۱۵۶۹۱ | Maslov           | ۱۴ اکتبر ۱۹۸۲   |
| ۱۵۶۹۱ | 1984 RA          | ۱ سپتامبر ۱۹۸۴  |
| ۱۵۶۹۳ | 1984 SN6         | ۲۳ سپتامبر ۱۹۸۴ |
| ۱۵۶۹۴ | 1985 RR3         | ۷ سپتامبر ۱۹۸۵  |
| ۱۵۶۹۵ | Fedorshpig       | ۱۱ سپتامبر ۱۹۸۵ |
| ۱۵۶۹۶ | 1986 QG1         | ۲۶ اوت ۱۹۸۶     |
| ۱۵۶۹۷ | 1986 QO1         | ۲۷ اوت ۱۹۸۶     |
| ۱۵۶۹۸ | 1986 QO2         | ۲۸ اوت ۱۹۸۶     |
| ۱۵۶۹۹ | 1986 VM6         | ۶ نوامبر ۱۹۸۶   |
| ۱۵۶۹۹ | 1987 QD          | ۲۴ اوت ۱۹۸۷     |
| ۱۵۷۰۱ | 1987 RG1         | ۱۳ سپتامبر ۱۹۸۷ |
| ۱۵۷۰۲ | Olegkotov        | ۲ سپتامبر ۱۹۸۷  |
| ۱۵۷۰۳ | 1987 SU1         | ۲۱ سپتامبر ۱۹۸۷ |
| ۱۵۷۰۴ | 1987 SE7         | ۲۰ سپتامبر ۱۹۸۷ |
| ۱۵۷۰۵ | 1988 AH5         | ۱۴ ژانویه ۱۹۸۸  |
| ۱۵۷۰۶ | 1988 CE2         | ۱۱ فوریه ۱۹۸۸   |
| ۱۵۷۰۷ | 1988 RN4         | ۱ سپتامبر ۱۹۸۸  |
| ۱۵۷۰۸ | 1988 RB12        | ۱۴ سپتامبر ۱۹۸۸ |
| ۱۵۷۰۹ | 1988 XH1         | ۷ دسامبر ۱۹۸۸   |
| ۱۵۷۱۰ | Bocklin          | ۱۱ ژانویه ۱۹۸۹  |
| ۱۵۷۱۱ | 1989 GZ1         | ۳ آوریل ۱۹۸۹    |
| ۱۵۷۱۲ | 1989 RN2         | ۱ سپتامبر ۱۹۸۹  |
| ۱۵۷۱۳ | 1989 SM4         | ۲۶ سپتامبر ۱۹۸۹ |
| ۱۵۷۱۴ | 1989 TL15        | ۳ اکتبر ۱۹۸۹    |
| ۱۵۷۱۵ | 1989 UN1         | ۲۸ اکتبر ۱۹۸۹   |
| ۱۵۷۱۶ | Narahara         | ۲۹ نوامبر ۱۹۸۹  |
| ۱۵۷۱۷ | 1990 BL1         | ۲۱ ژانویه ۱۹۹۰  |
| ۱۵۷۱۸ | 1990 BB2         | ۳۰ ژانویه ۱۹۹۰  |
| ۱۵۷۱۸ | 1990 CF          | ۱ فوریه ۱۹۹۰    |
| ۱۵۷۲۰ | 1990 EN1         | ۲ مارس ۱۹۹۰     |
| ۱۵۷۲۰ | 1990 OV          | ۱۹ ژوئیه ۱۹۹۰   |
| ۱۵۷۲۲ | 1990 QV2         | ۲۴ اوت ۱۹۹۰     |
| ۱۵۷۲۳ | Girraween        | ۲۰ سپتامبر ۱۹۹۰ |
| ۱۵۷۲۴ | Zille            | ۱۲ اکتبر ۱۹۹۰   |
| ۱۵۷۲۵ | 1990 TX4         | ۹ اکتبر ۱۹۹۰    |
| ۱۵۷۲۶ | 1990 TG5         | ۹ اکتبر ۱۹۹۰    |
| ۱۵۷۲۷ | Ianmorison       | ۱۰ اکتبر ۱۹۹۰   |
| ۱۵۷۲۸ | Karlmay          | ۱۱ اکتبر ۱۹۹۰   |
| ۱۵۷۲۹ | Yumikoitahana    | ۱۶ اکتبر ۱۹۹۰   |
| ۱۵۷۳۰ | 1990 UA1         | ۲۰ اکتبر ۱۹۹۰   |
| ۱۵۷۳۱ | 1990 UW2         | ۱۶ اکتبر ۱۹۹۰   |
| ۱۵۷۳۲ | Vitusbering      | ۱۵ نوامبر ۱۹۹۰  |
| ۱۵۷۳۳ | 1990 VB6         | ۱۵ نوامبر ۱۹۹۰  |
| ۱۵۷۳۴ | 1990 WV1         | ۱۸ نوامبر ۱۹۹۰  |
| ۱۵۷۳۵ | Andakerkhoven    | ۱۸ نوامبر ۱۹۹۰  |
| ۱۵۷۳۵ | 1990 XN          | ۸ دسامبر ۱۹۹۰   |
| ۱۵۷۳۵ | 1991 CL          | ۵ فوریه ۱۹۹۱    |
| ۱۵۷۳۵ | 1991 DP          | ۲۱ فوریه ۱۹۹۱   |
| ۱۵۷۳۵ | 1991 ER          | ۹ مارس ۱۹۹۱     |
| ۱۵۷۴۰ | Hyakumangoku     | ۱۵ مارس ۱۹۹۱    |
| ۱۵۷۴۱ | 1991 GZ6         | ۸ آوریل ۱۹۹۱    |
| ۱۵۷۴۲ | 1991 LB4         | ۶ ژوئن ۱۹۹۱     |
| ۱۵۷۴۳ | 1991 ND7         | ۱۲ ژوئیه ۱۹۹۱   |
| ۱۵۷۴۳ | 1991 PU          | ۵ اوت ۱۹۹۱      |
| ۱۵۷۴۵ | 1991 PM5         | ۳ اوت ۱۹۹۱      |
| ۱۵۷۴۶ | 1991 PN8         | ۵ اوت ۱۹۹۱      |
| ۱۵۷۴۷ | 1991 RW23        | ۱۱ سپتامبر ۱۹۹۱ |
| ۱۵۷۴۸ | 1991 RG25        | ۱۱ سپتامبر ۱۹۹۱ |
| ۱۵۷۴۹ | 1991 VT1         | ۵ نوامبر ۱۹۹۱   |
| ۱۵۷۵۰ | 1991 VJ4         | ۹ نوامبر ۱۹۹۱   |
| ۱۵۷۵۱ | 1991 VN4         | ۱۰ نوامبر ۱۹۹۱  |
| ۱۵۷۵۲ | Eluard           | ۳۰ ژانویه ۱۹۹۲  |
| ۱۵۷۵۳ | 1992 DD10        | ۲۹ فوریه ۱۹۹۲   |
| ۱۵۷۵۳ | 1992 EP          | ۷ مارس ۱۹۹۲     |
| ۱۵۷۵۵ | 1992 ET5         | ۲ مارس ۱۹۹۲     |
| ۱۵۷۵۶ | 1992 ET9         | ۲ مارس ۱۹۹۲     |
| ۱۵۷۵۷ | 1992 EJ13        | ۲ مارس ۱۹۹۲     |
| ۱۵۷۵۸ | 1992 FT1         | ۳۰ مارس ۱۹۹۲    |
| ۱۵۷۵۹ | 1992 GM4         | ۴ آوریل ۱۹۹۲    |
| ۱۵۷۶۰ | 1992 QB1         | ۳۰ اوت ۱۹۹۲     |
| ۱۵۷۶۱ | Schumi           | ۲۴ سپتامبر ۱۹۹۲ |
| ۱۵۷۶۲ | Ruhmann          | ۲۱ سپتامبر ۱۹۹۲ |
| ۱۵۷۶۳ | 1992 UO5         | ۲۶ اکتبر ۱۹۹۲   |
| ۱۵۷۶۴ | 1992 UL8         | ۳۱ اکتبر ۱۹۹۲   |
| ۱۵۷۶۵ | 1992 WU1         | ۱۸ نوامبر ۱۹۹۲  |
| ۱۵۷۶۶ | Strahlenberg     | ۲۲ ژانویه ۱۹۹۳  |
| ۱۵۷۶۷ | 1993 FN7         | ۱۷ مارس ۱۹۹۳    |
| ۱۵۷۶۸ | 1993 FW11        | ۱۷ مارس ۱۹۹۳    |
| ۱۵۷۶۹ | 1993 FP23        | ۲۱ مارس ۱۹۹۳    |
| ۱۵۷۷۰ | 1993 FL29        | ۲۱ مارس ۱۹۹۳    |
| ۱۵۷۷۱ | 1993 FS34        | ۱۹ مارس ۱۹۹۳    |
| ۱۵۷۷۲ | 1993 FW34        | ۱۹ مارس ۱۹۹۳    |
| ۱۵۷۷۳ | 1993 FO37        | ۱۹ مارس ۱۹۹۳    |
| ۱۵۷۷۴ | 1993 FK38        | ۱۹ مارس ۱۹۹۳    |
| ۱۵۷۷۵ | 1993 FA49        | ۱۹ مارس ۱۹۹۳    |
| ۱۵۷۷۵ | 1993 KO          | ۲۰ مه ۱۹۹۳      |
| ۱۵۷۷۵ | 1993 LF          | ۱۴ ژوئن ۱۹۹۳    |
| ۱۵۷۷۵ | 1993 NH          | ۱۵ ژوئیه ۱۹۹۳   |
| ۱۵۷۷۹ | Scottroberts     | ۲۶ ژوئیه ۱۹۹۳   |
| ۱۵۷۸۰ | 1993 OO3         | ۲۰ ژوئیه ۱۹۹۳   |
| ۱۵۷۸۱ | 1993 OJ7         | ۲۰ ژوئیه ۱۹۹۳   |
| ۱۵۷۸۲ | 1993 ON8         | ۲۰ ژوئیه ۱۹۹۳   |
| ۱۵۷۸۳ | 1993 PZ2         | ۱۴ اوت ۱۹۹۳     |
| ۱۵۷۸۳ | 1993 QZ          | ۲۰ اوت ۱۹۹۳     |
| ۱۵۷۸۳ | 1993             | QO۳             |
| ۱۵۷۸۳ | 1993 RS          | ۱۵ سپتامبر ۱۹۹۳ |
| ۱۵۷۸۷ | 1993 RY7         | ۱۵ سپتامبر ۱۹۹۳ |
| ۱۵۷۸۷ | 1993 SB          | ۱۶ سپتامبر ۱۹۹۳ |
| ۱۵۷۸۷ | 1993 SC          | ۱۷ سپتامبر ۱۹۹۳ |
| ۱۵۷۹۰ | Keizan           | ۸ اکتبر ۱۹۹۳    |
| ۱۵۷۹۱ | 1993 TM1         | ۱۵ اکتبر ۱۹۹۳   |
| ۱۵۷۹۲ | 1993 TS15        | ۹ اکتبر ۱۹۹۳    |
| ۱۵۷۹۳ | 1993 TG19        | ۹ اکتبر ۱۹۹۳    |
| ۱۵۷۹۴ | 1993 TG31        | ۹ اکتبر ۱۹۹۳    |
| ۱۵۷۹۵ | 1993 TY38        | ۹ اکتبر ۱۹۹۳    |
| ۱۵۷۹۶ | 1993 TZ38        | ۹ اکتبر ۱۹۹۳    |
| ۱۵۷۹۷ | 1993 UD3         | ۲۲ اکتبر ۱۹۹۳   |
| ۱۵۷۹۸ | 1993 VZ4         | ۱۴ نوامبر ۱۹۹۳  |
| ۱۵۷۹۸ | 1993 XN          | ۸ دسامبر ۱۹۹۳   |
| ۱۵۷۹۸ | 1993 XP          | ۸ دسامبر ۱۹۹۳   |
| ۱۵۷۹۸ | 1994 AF          | ۲ ژانویه ۱۹۹۴   |
| ۱۵۸۰۲ | 1994 AT2         | ۱۴ ژانویه ۱۹۹۴  |
| ۱۵۸۰۲ | 1994 CW          | ۷ فوریه ۱۹۹۴    |
| ۱۵۸۰۴ | Yenisei          | ۹ مارس ۱۹۹۴     |
| ۱۵۸۰۵ | 1994 GB1         | ۸ آوریل ۱۹۹۴    |
| ۱۵۸۰۶ | 1994 GN1         | ۱۵ آوریل ۱۹۹۴   |
| ۱۵۸۰۷ | 1994 GV9         | ۱۵ آوریل ۱۹۹۴   |
| ۱۵۸۰۸ | Zelter           | ۳ آوریل ۱۹۹۴    |
| ۱۵۸۰۸ | 1994 JS          | ۱۱ مه ۱۹۹۴      |
| ۱۵۸۱۰ | 1994 JR1         | ۱۲ مه ۱۹۹۴      |
| ۱۵۸۱۱ | Nusslein-Volhard | ۱۰ ژوئیه ۱۹۹۴   |
| ۱۵۸۱۱ | 1994 PZ          | ۱۴ اوت ۱۹۹۴     |
| ۱۵۸۱۳ | 1994 PL12        | ۱۰ اوت ۱۹۹۴     |
| ۱۵۸۱۴ | 1994 PX12        | ۱۰ اوت ۱۹۹۴     |
| ۱۵۸۱۵ | 1994 PY18        | ۱۲ اوت ۱۹۹۴     |
| ۱۵۸۱۶ | 1994 PV39        | ۱۰ اوت ۱۹۹۴     |
| ۱۵۸۱۷ | Lucianotesi      | ۲۸ اوت ۱۹۹۴     |
| ۱۵۸۱۸ | DeVeny           | ۱۲ سپتامبر ۱۹۹۴ |
| ۱۵۸۱۹ | Alisterling      | ۲۸ سپتامبر ۱۹۹۴ |
| ۱۵۸۱۹ | 1994 TB          | ۲ اکتبر ۱۹۹۴    |
| ۱۵۸۲۱ | 1994 TM2         | ۲ اکتبر ۱۹۹۴    |
| ۱۵۸۲۲ | 1994 TV15        | ۸ اکتبر ۱۹۹۴    |
| ۱۵۸۲۳ | 1994 UO1         | ۲۵ اکتبر ۱۹۹۴   |
| ۱۵۸۲۴ | 1994 WM1         | ۲۷ نوامبر ۱۹۹۴  |
| ۱۵۸۲۵ | 1994 WX1         | ۳۰ نوامبر ۱۹۹۴  |
| ۱۵۸۲۵ | 1994 YO          | ۲۸ دسامبر ۱۹۹۴  |
| ۱۵۸۲۷ | 1995 AO1         | ۱۰ ژانویه ۱۹۹۵  |
| ۱۵۸۲۷ | 1995 BS          | ۲۳ ژانویه ۱۹۹۵  |
| ۱۵۸۲۹ | 1995 BA1         | ۲۵ ژانویه ۱۹۹۵  |
| ۱۵۸۳۰ | 1995 BW1         | ۲۷ ژانویه ۱۹۹۵  |
| ۱۵۸۳۱ | 1995 BG3         | ۲۹ ژانویه ۱۹۹۵  |
| ۱۵۸۳۲ | 1995 CB1         | ۷ فوریه ۱۹۹۵    |
| ۱۵۸۳۳ | 1995 CL1         | ۳ فوریه ۱۹۹۵    |
| ۱۵۸۳۴ | McBride          | ۴ فوریه ۱۹۹۵    |
| ۱۵۸۳۴ | 1995 DY          | ۲۱ فوریه ۱۹۹۵   |
| ۱۵۸۳۶ | 1995 DA2         | ۲۴ فوریه ۱۹۹۵   |
| ۱۵۸۳۷ | Mariovalori      | ۲۵ فوریه ۱۹۹۵   |
| ۱۵۸۳۸ | Auclair          | ۲۷ مارس ۱۹۹۵    |
| ۱۵۸۳۹ | 1995 JH1         | ۵ مه ۱۹۹۵       |
| ۱۵۸۴۰ | 1995 KH1         | ۳۱ مه ۱۹۹۵      |
| ۱۵۸۴۱ | Yamaguchi        | ۲۷ ژوئیه ۱۹۹۵   |
| ۱۵۸۴۲ | 1995 SX2         | ۲۰ سپتامبر ۱۹۹۵ |
| ۱۵۸۴۳ | 1995 SO3         | ۲۰ سپتامبر ۱۹۹۵ |
| ۱۵۸۴۴ | 1995 UQ5         | ۲۰ اکتبر ۱۹۹۵   |
| ۱۵۸۴۵ | Bambi            | ۱۷ اکتبر ۱۹۹۵   |
| ۱۵۸۴۶ | Billfyfe         | ۲۰ اکتبر ۱۹۹۵   |
| ۱۵۸۴۷ | 1995 WA2         | ۱۸ نوامبر ۱۹۹۵  |
| ۱۵۸۴۸ | 1995 YJ4         | ۲۸ دسامبر ۱۹۹۵  |
| ۱۵۸۴۹ | Billharper       | ۱۸ دسامبر ۱۹۹۵  |
| ۱۵۸۵۰ | 1996 AE1         | ۱۲ ژانویه ۱۹۹۶  |
| ۱۵۸۵۱ | Chrisfleming     | ۱۳ ژانویه ۱۹۹۶  |
| ۱۵۸۵۲ | 1996 BR1         | ۲۳ ژانویه ۱۹۹۶  |
| ۱۵۸۵۳ | 1996 BB13        | ۱۶ ژانویه ۱۹۹۶  |
| ۱۵۸۵۴ | Numa             | ۱۵ فوریه ۱۹۹۶   |
| ۱۵۸۵۵ | 1996 CP7         | ۱۴ فوریه ۱۹۹۶   |
| ۱۵۸۵۵ | 1996 EL          | ۱۰ مارس ۱۹۹۶    |
| ۱۵۸۵۷ | 1996 EK1         | ۱۰ مارس ۱۹۹۶    |
| ۱۵۸۵۸ | 1996 EK15        | ۱۲ مارس ۱۹۹۶    |
| ۱۵۸۵۹ | 1996 GO18        | ۱۵ آوریل ۱۹۹۶   |
| ۱۵۸۶۰ | Siran            | ۲۰ آوریل ۱۹۹۶   |
| ۱۵۸۶۱ | Ispahan          | ۱۷ آوریل ۱۹۹۶   |
| ۱۵۸۶۲ | 1996 HJ15        | ۱۷ آوریل ۱۹۹۶   |
| ۱۵۸۶۳ | 1996 HT15        | ۱۸ آوریل ۱۹۹۶   |
| ۱۵۸۶۴ | 1996 HQ23        | ۲۰ آوریل ۱۹۹۶   |
| ۱۵۸۶۵ | 1996 HW25        | ۲۰ آوریل ۱۹۹۶   |
| ۱۵۸۶۵ | 1996 KG          | ۱۶ مه ۱۹۹۶      |
| ۱۵۸۶۷ | 1996 NK5         | ۱۴ ژوئیه ۱۹۹۶   |
| ۱۵۸۶۸ | Akiyoshidai      | ۱۶ ژوئیه ۱۹۹۶   |
| ۱۵۸۶۹ | Tullius          | ۸ اوت ۱۹۹۶      |
| ۱۵۸۷۰ | Oburka           | ۱۶ اوت ۱۹۹۶     |
| ۱۵۸۷۱ | 1996 QX1         | ۲۴ اوت ۱۹۹۶     |
| ۱۵۸۷۲ | 1996 RJ4         | ۱۱ سپتامبر ۱۹۹۶ |
| ۱۵۸۷۳ | 1996 TH7         | ۵ اکتبر ۱۹۹۶    |
| ۱۵۸۷۴ | 1996 TL66        | ۹ اکتبر ۱۹۹۶    |
| ۱۵۸۷۵ | 1996 TP66        | ۱۱ اکتبر ۱۹۹۶   |
| ۱۵۸۷۶ | 1996 VO38        | ۱۲ نوامبر ۱۹۹۶  |
| ۱۵۸۷۷ | 1996 WZ1         | ۲۴ نوامبر ۱۹۹۶  |
| ۱۵۸۷۸ | 1996 XC3         | ۳ دسامبر ۱۹۹۶   |
| ۱۵۸۷۹ | 1996 XH6         | ۳ دسامبر ۱۹۹۶   |
| ۱۵۸۸۰ | 1997 AM7         | ۹ ژانویه ۱۹۹۷   |
| ۱۵۸۸۰ | 1997 CU          | ۱ فوریه ۱۹۹۷    |
| ۱۵۸۸۲ | 1997 CF29        | ۷ فوریه ۱۹۹۷    |
| ۱۵۸۸۳ | 1997 CR29        | ۳ فوریه ۱۹۹۷    |
| ۱۵۸۸۳ | 1997 DJ          | ۲۷ فوریه ۱۹۹۷   |
| ۱۵۸۸۳ | 1997 EE          | ۱ مارس ۱۹۹۷     |
| ۱۵۸۸۶ | 1997 EB6         | ۷ مارس ۱۹۹۷     |
| ۱۵۸۸۷ | Daveclark        | ۴ مارس ۱۹۹۷     |
| ۱۵۸۸۸ | 1997 EE29        | ۱۳ مارس ۱۹۹۷    |
| ۱۵۸۸۹ | 1997 FD4         | ۳۱ مارس ۱۹۹۷    |
| ۱۵۸۹۰ | Prachatice       | ۳ آوریل ۱۹۹۷    |
| ۱۵۸۹۱ | 1997 GG7         | ۲ آوریل ۱۹۹۷    |
| ۱۵۸۹۲ | 1997 GB14        | ۳ آوریل ۱۹۹۷    |
| ۱۵۸۹۳ | 1997 GV20        | ۶ آوریل ۱۹۹۷    |
| ۱۵۸۹۴ | 1997 JA13        | ۳ مه ۱۹۹۷       |
| ۱۵۸۹۵ | 1997 JJ15        | ۳ مه ۱۹۹۷       |
| ۱۵۸۹۶ | Birkhoff         | ۱۳ ژوئن ۱۹۹۷    |
| ۱۵۸۹۷ | Benackova        | ۱۰ اوت ۱۹۹۷     |
| ۱۵۸۹۸ | Kharasterteam    | ۲۶ اوت ۱۹۹۷     |
| ۱۵۸۹۹ | Silvain          | ۳ سپتامبر ۱۹۹۷  |
| ۱۵۹۰۰ | 1997 RK3         | ۳ سپتامبر ۱۹۹۷  |
| ۱۵۹۰۱ | 1997 RY8         | ۱۲ سپتامبر ۱۹۹۷ |
| ۱۵۹۰۲ | Dostal           | ۱۳ سپتامبر ۱۹۹۷ |
| ۱۵۹۰۳ | 1997 RP10        | ۵ سپتامبر ۱۹۹۷  |
| ۱۵۹۰۴ | Halstead         | ۲۹ سپتامبر ۱۹۹۷ |
| ۱۵۹۰۵ | Berthier         | ۲۷ سپتامبر ۱۹۹۷ |
| ۱۵۹۰۶ | 1997 SX21        | ۳۰ سپتامبر ۱۹۹۷ |
| ۱۵۹۰۷ | Robot            | ۶ اکتبر ۱۹۹۷    |
| ۱۵۹۰۸ | 1997 TE12        | ۲ اکتبر ۱۹۹۷    |
| ۱۵۹۰۹ | 1997 TM17        | ۸ اکتبر ۱۹۹۷    |
| ۱۵۹۱۰ | 1997 TU17        | ۶ اکتبر ۱۹۹۷    |
| ۱۵۹۱۱ | Davidgauthier    | ۴ اکتبر ۱۹۹۷    |
| ۱۵۹۱۲ | 1997 TR26        | ۱۳ اکتبر ۱۹۹۷   |
| ۱۵۹۱۳ | Telemachus       | ۱ اکتبر ۱۹۹۷    |
| ۱۵۹۱۴ | 1997 UM3         | ۲۶ اکتبر ۱۹۹۷   |
| ۱۵۹۱۵ | 1997 UR3         | ۲۶ اکتبر ۱۹۹۷   |
| ۱۵۹۱۶ | 1997 UL7         | ۲۵ اکتبر ۱۹۹۷   |
| ۱۵۹۱۷ | Rosahavel        | ۲۸ اکتبر ۱۹۹۷   |
| ۱۵۹۱۸ | Thereluzia       | ۲۷ اکتبر ۱۹۹۷   |
| ۱۵۹۱۹ | 1997 UA22        | ۲۵ اکتبر ۱۹۹۷   |
| ۱۵۹۲۰ | 1997 UB25        | ۲۹ اکتبر ۱۹۹۷   |
| ۱۵۹۲۱ | Kintaikyo        | ۱ نوامبر ۱۹۹۷   |
| ۱۵۹۲۲ | Masajisaito      | ۱ نوامبر ۱۹۹۷   |
| ۱۵۹۲۳ | 1997 VN3         | ۶ نوامبر ۱۹۹۷   |
| ۱۵۹۲۴ | 1997 VE5         | ۷ نوامبر ۱۹۹۷   |
| ۱۵۹۲۵ | 1997 VM6         | ۱۰ نوامبر ۱۹۹۷  |
| ۱۵۹۲۶ | 1997 VP6         | ۵ نوامبر ۱۹۹۷   |
| ۱۵۹۲۷ | 1997 WV2         | ۲۳ نوامبر ۱۹۹۷  |
| ۱۵۹۲۸ | 1997 WC3         | ۲۳ نوامبر ۱۹۹۷  |
| ۱۵۹۲۹ | Ericlinton       | ۲۲ نوامبر ۱۹۹۷  |
| ۱۵۹۳۰ | 1997 WT37        | ۲۹ نوامبر ۱۹۹۷  |
| ۱۵۹۳۱ | 1997 WK45        | ۲۹ نوامبر ۱۹۹۷  |
| ۱۵۹۳۲ | 1997 XL5         | ۲ دسامبر ۱۹۹۷   |
| ۱۵۹۳۲ | 1997 YD          | ۱۸ دسامبر ۱۹۹۷  |
| ۱۵۹۳۲ | 1997 YQ          | ۲۰ دسامبر ۱۹۹۷  |
| ۱۵۹۳۲ | 1997 YT          | ۲۰ دسامبر ۱۹۹۷  |
| ۱۵۹۳۶ | 1997 YM4         | ۲۲ دسامبر ۱۹۹۷  |
| ۱۵۹۳۷ | 1997 YP5         | ۲۵ دسامبر ۱۹۹۷  |
| ۱۵۹۳۸ | Bohnenblust      | ۲۷ دسامبر ۱۹۹۷  |
| ۱۵۹۳۹ | Fessenden        | ۲۸ دسامبر ۱۹۹۷  |
| ۱۵۹۴۰ | 1997 YU13        | ۳۱ دسامبر ۱۹۹۷  |
| ۱۵۹۴۱ | Stevegauthier    | ۲۹ دسامبر ۱۹۹۷  |
| ۱۵۹۴۲ | 1997 YZ16        | ۲۳ دسامبر ۱۹۹۷  |
| ۱۵۹۴۲ | 1998 AZ          | ۵ ژانویه ۱۹۹۸   |
| ۱۵۹۴۴ | 1998 AH5         | ۸ ژانویه ۱۹۹۸   |
| ۱۵۹۴۵ | Raymondavid      | ۸ ژانویه ۱۹۹۸   |
| ۱۵۹۴۶ | Satinsky         | ۸ ژانویه ۱۹۹۸   |
| ۱۵۹۴۷ | Milligan         | ۲ ژانویه ۱۹۹۸   |
| ۱۵۹۴۷ | 1998 BE          | ۱۶ ژانویه ۱۹۹۸  |
| ۱۵۹۴۹ | Rhaeticus        | ۱۷ ژانویه ۱۹۹۸  |
| ۱۵۹۵۰ | Dallago          | ۱۷ ژانویه ۱۹۹۸  |
| ۱۵۹۵۱ | 1998 BB2         | ۱۷ ژانویه ۱۹۹۸  |
| ۱۵۹۵۲ | 1998 BM7         | ۲۴ ژانویه ۱۹۹۸  |
| ۱۵۹۵۳ | 1998 BD8         | ۲۵ ژانویه ۱۹۹۸  |
| ۱۵۹۵۴ | 1998 BG11        | ۲۳ ژانویه ۱۹۹۸  |
| ۱۵۹۵۵ | Johannesgmunden  | ۲۶ ژانویه ۱۹۹۸  |
| ۱۵۹۵۶ | 1998 BY24        | ۲۸ ژانویه ۱۹۹۸  |
| ۱۵۹۵۷ | Gemoore          | ۲۲ ژانویه ۱۹۹۸  |
| ۱۵۹۵۸ | 1998 BE33        | ۳۰ ژانویه ۱۹۹۸  |
| ۱۵۹۵۹ | 1998 BQ40        | ۲۴ ژانویه ۱۹۹۸  |
| ۱۵۹۶۰ | Hluboka          | ۲ فوریه ۱۹۹۸    |
| ۱۵۹۶۱ | 1998 CC1         | ۴ فوریه ۱۹۹۸    |
| ۱۵۹۶۲ | 1998 CM2         | ۱۵ فوریه ۱۹۹۸   |
| ۱۵۹۶۳ | Koeberl          | ۶ فوریه ۱۹۹۸    |
| ۱۵۹۶۴ | Billgray         | ۱۹ فوریه ۱۹۹۸   |
| ۱۵۹۶۵ | Robertcox        | ۲۳ فوریه ۱۹۹۸   |
| ۱۵۹۶۶ | 1998 DL13        | ۲۵ فوریه ۱۹۹۸   |
| ۱۵۹۶۷ | Clairearmstrong  | ۲۴ فوریه ۱۹۹۸   |
| ۱۵۹۶۸ | 1998 DX35        | ۲۷ فوریه ۱۹۹۸   |
| ۱۵۹۶۹ | Charlesgreen     | ۱ مارس ۱۹۹۸     |
| ۱۵۹۷۰ | 1998 FA9         | ۲۲ مارس ۱۹۹۸    |
| ۱۵۹۷۱ | Hestroffer       | ۲۵ مارس ۱۹۹۸    |
| ۱۵۹۷۲ | 1998 FM27        | ۲۰ مارس ۱۹۹۸    |
| ۱۵۹۷۳ | 1998 FM85        | ۲۴ مارس ۱۹۹۸    |
| ۱۵۹۷۴ | 1998 FL103       | ۳۱ مارس ۱۹۹۸    |
| ۱۵۹۷۵ | 1998 FW108       | ۳۱ مارس ۱۹۹۸    |
| ۱۵۹۷۶ | 1998 FY119       | ۲۰ مارس ۱۹۹۸    |
| ۱۵۹۷۷ | 1998 MA11        | ۱۹ ژوئن ۱۹۹۸    |
| ۱۵۹۷۸ | 1998 QL1         | ۱۷ اوت ۱۹۹۸     |
| ۱۵۹۷۹ | 1998 QW34        | ۱۷ اوت ۱۹۹۸     |
| ۱۵۹۸۰ | 1998 RC19        | ۱۴ سپتامبر ۱۹۹۸ |
| ۱۵۹۸۱ | 1998 UP6         | ۱۸ اکتبر ۱۹۹۸   |
| ۱۵۹۸۲ | 1998 VA4         | ۱۱ نوامبر ۱۹۹۸  |
| ۱۵۹۸۳ | 1998 WM1         | ۱۸ نوامبر ۱۹۹۸  |
| ۱۵۹۸۴ | 1998 WM7         | ۲۴ نوامبر ۱۹۹۸  |
| ۱۵۹۸۵ | 1998 WU20        | ۱۸ نوامبر ۱۹۹۸  |
| ۱۵۹۸۶ | Fienga           | ۷ دسامبر ۱۹۹۸   |
| ۱۵۹۸۷ | 1998 XV10        | ۱۵ دسامبر ۱۹۹۸  |
| ۱۵۹۸۸ | 1998 XD24        | ۱۱ دسامبر ۱۹۹۸  |
| ۱۵۹۸۹ | 1998 XK39        | ۱۴ دسامبر ۱۹۹۸  |
| ۱۵۹۹۰ | 1998 YT1         | ۱۷ دسامبر ۱۹۹۸  |
| ۱۵۹۹۱ | 1998 YH3         | ۱۷ دسامبر ۱۹۹۸  |
| ۱۵۹۹۲ | Cynthia          | ۱۸ دسامبر ۱۹۹۸  |
| ۱۵۹۹۳ | 1998 YH8         | ۲۴ دسامبر ۱۹۹۸  |
| ۱۵۹۹۴ | 1998 YO8         | ۲۳ دسامبر ۱۹۹۸  |
| ۱۵۹۹۵ | 1998 YQ9         | ۲۵ دسامبر ۱۹۹۸  |
| ۱۵۹۹۶ | 1998 YC12        | ۲۷ دسامبر ۱۹۹۸  |
| ۱۵۹۹۶ | 1999 AX          | ۷ ژانویه ۱۹۹۹   |
| ۱۵۹۹۸ | 1999 AG2         | ۹ ژانویه ۱۹۹۹   |
| ۱۵۹۹۹ | 1999 AG7         | ۹ ژانویه ۱۹۹۹   |
| ۱۶۰۰۰ | 1999 AW16        | ۱۰ ژانویه ۱۹۹۹  |